# Nain (créature fantastique)
Vous lisez un « article de qualité » labellisé en 2011.
Pour les articles homonymes, voir nain.
Le nain est une créature humanoïde, légendaire et imaginaire, souterraine et de petite taille, dont la figure actuelle est principalement issue de la mythologie nordique et des croyances germaniques médiévales. Comme le lutin, le gobelin et le gnome, avec lesquels il est souvent abusivement confondu, il fait partie du « petit peuple ». Si les nains anciens, le plus souvent invisibles, semblent préserver une croyance spécifique aux esprits des morts chtoniens, gardés par la Terre et le monde minéral, tout en partageant peut-être leur origine avec les géants mythologiques, la littérature post-romantique et fantastique en a transformé profondément la figure ou la perception.

## Une évolution complexe
Les mythologies, la littérature, le folklore, les contes et les traditions populaires de très nombreux pays relatent des récits de nains. Bien que des textes plus anciens les évoquent, les nains acquièrent la plupart de leurs caractéristiques dans les textes allemands médiévaux, qui les dépeignent comme d’excellents forgerons industrieux aux demeures souterraines ou montagnardes, créateurs d’armes pour les dieux, mais sans donner d’indication précise sur leur taille. Ils sont perçus comme de petits êtres au fil du temps. En raison de leur lien originel aux croyances mortuaires païennes, ils gardent mauvaise réputation et sont diabolisés par l’Église médiévale. Les nains, à l'instar de certains gnomes et lutins, apparaissent malveillants, surtout dans les mines où ils modifient dramatiquement le cours de l'eau, volent les filons ou font s'évanouir les veines exploitables, font disparaître ou dégradent insidieusement les équipements, heurtent et poussent hommes et chariots vers les trous insondables, provoquent des effondrements ou éboulements imprévisibles au sein de la mine ou montagne, où ils cachent ou accumulent leurs richesses. Paradoxalement, ils se rapprochent de l'elfe et des génies bénéfiques du foyer au XIIIe siècle, puis s’associent au folklore minier, pouvant se révéler une grande aide ou au contraire une nuisance terrible pour les humains.
Aux côtés de ceux de la mythologie nordique, les croyances comptent des centaines de petites créatures désignées comme des nains, tels les Nibelungen, Bergleutes, Knockers et Bonnets-Rouges, ou encore Alberich. Les évolutions littéraires romantiques au XIXe siècle et surtout post-romantiques, ont changé la perception, pour la plupart des publics au siècle suivant. Les nains ont perdu insensiblement tout côté maléfique. Ils renvoient à l'imagination créatrice enfantine, à l'image des personnages qui aident Blanche-Neige, ou des statuettes qui décorent les jardins.
Bon nombre de productions artistiques les mettent en scène, notamment la tétralogie L'Anneau du Nibelung de Richard Wagner. En créant la Terre du Milieu qu'il peuple entre autres de nains, J. R. R. Tolkien contribue par ses écrits (en particulier Le Hobbit et Le Seigneur des anneaux) à en donner une nouvelle image, reprise par la littérature fantasy, le jeu de rôle et les jeux vidéo, comme celle d'un peuple de guerriers maniant la hache ou le marteau, vivant sous les montagnes, et souvent opposé aux elfes.

## Étymologie et terminologie

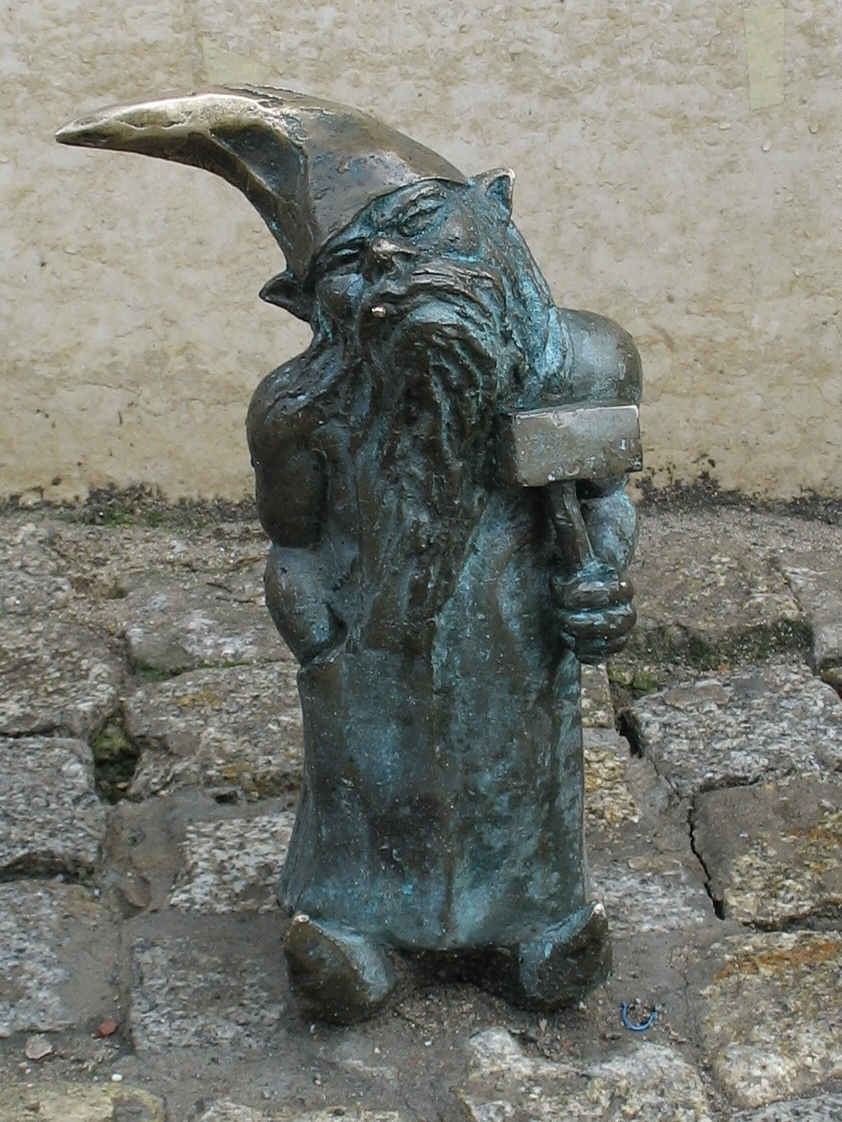
Sculpture de nain au physique ingrat, à Wrocław en Pologne.

L'étymologie du nain (prononcé [nɛ̃] : ) est sujette à controverses. En français moderne comme dans de nombreuses autres langues (anglais notamment), un même terme peut désigner la personne réelle atteinte de nanisme et la créature des croyances populaires, ce qui entraîne une vision de personnes naines comme représentantes vivantes des mythes anciens,. De même, hors du contexte folklorique, « le terme « nain » tend à se détacher de l'association au merveilleux ».
Dans l’espace roman, le terme « nain » est issu du latin nanus, lui-même forgé à partir du grec νάνος (nanos), signifiant « petit ». L’idée qu’il s’agisse d’un être de petite taille est donc présente dès le départ dans l’étymologie romane. Avec le temps, la forme latine nanus est devenue « nain » [nɛ̃] en français. Son orthographe actuelle résulte de la prononciation [n͜aɪn], telle qu’elle existait en toute probabilité en proto-français, entre les VIIe et Xe siècles. L'une des premières attestations du mot en français écrit est cependant plus tardive, et figure dans Érec et Énide par Chrétien de Troyes, vers 1160, texte dans lequel il désigne une créature surnaturelle.
Dans l'espace germanique et celtique, où le mot partage très certainement une origine commune,, de nombreuses théories et études existent. Les seules certitudes à retenir selon Anatoly Liberman sont que la version germanique du mot est très fréquente et se rapproche au son de deux autres, l'une en sanskrit et la seconde en avestique, sans que le lien soit concluant :
| Langue              | Nom             |
| ------------------- | --------------- |
| Vieux norrois       | Dwergr / Dvergr |
| Vieil anglais       | Dweorg          |
| Anglais             | Dwarf           |
| Vieux haut-allemand | Zwerc / Gitwerc |
| Allemand            | Zwerg           |

Du fait que de nombreuses langues associent au mot « nain » des concepts négatifs (maladie, tromperie, etc.), l'influence d'une diabolisation chrétienne des termes employés pour désigner ces créatures païennes n'est pas à exclure. Selon Claude Lecouteux et Régis Boyer, l'étymologie germanique du nain est à rapprocher du vieux norrois dvergr, qui signifie « tordu », au sens propre (les nains ont souvent un physique contrefait) comme au figuré, le corps étant le reflet de l'âme. Elle fait du nain un « nabot ténébreux et nuisible », ce qui correspond bien à sa figure dans le folklore germanique, et forme la théorie la plus couramment citée.
Un autre sens étymologique est à rapprocher du norvégien dverskot (« maladie animale »), du sanskrit drva (« faiblesse, maladie »), et du vieil anglais dveorg (« crampe »), des mots issus de l'indo-germanique *dhuer ou *dheur- (« dégât, dommage »), en se basant sur une croyance qui voit dans les nains l'origine de maladies et de malaises,,. Le sanskrit dhvaras (« être démoniaque ») est parfois cité, mais qu'un mot germanique soit influencé par une racine sanskrite constituerait un cas unique. Lotte Motz suggère un rapprochement avec Berg, qui désigne la montagne dans les langues germaniques. Une dernière proposition est l'indo-germanique *dhreugh, qui a donné en allemand moderne Traum et en anglais dream, soit « rêve », ou encore Trug, soit « tromperie ». Le sens de *dwezgaz, qui désignait à l'origine uniquement un être surnaturel, a dérivé pour désigner les personnes de petite taille bien réelles sous les noms de dverg, dweorgr ou encore twerc, mais l'influence des créatures mythologiques n'entrerait pas en cause.
Leur nom en polonais, krasnoludek (pluriel krasnoludki) signifie littéralement « petite personne rouge » et vient de la couleur du chapeau des créatures.
D'après Claude Lecouteux, le nom de dvergr, zwerc ou dweorg désigne tous les êtres de la petite mythologie dans la Germanie médiévale. Désormais, « le vocable « nain » est un terme générique qui recouvre des êtres formant quatre groupes distincts : les génies domestiques, les génies de la nature, les esprits tapageurs et les nains proprement dits ». Dans le monde roman, ce terme peut désigner le lutin, le gobelin, le changeling, le duse ou le génie domestique. En l'absence d'un champ sémantique bien défini, différentes créatures comme le kobold et le troll peuvent être qualifiées de « nains ».

## Origine

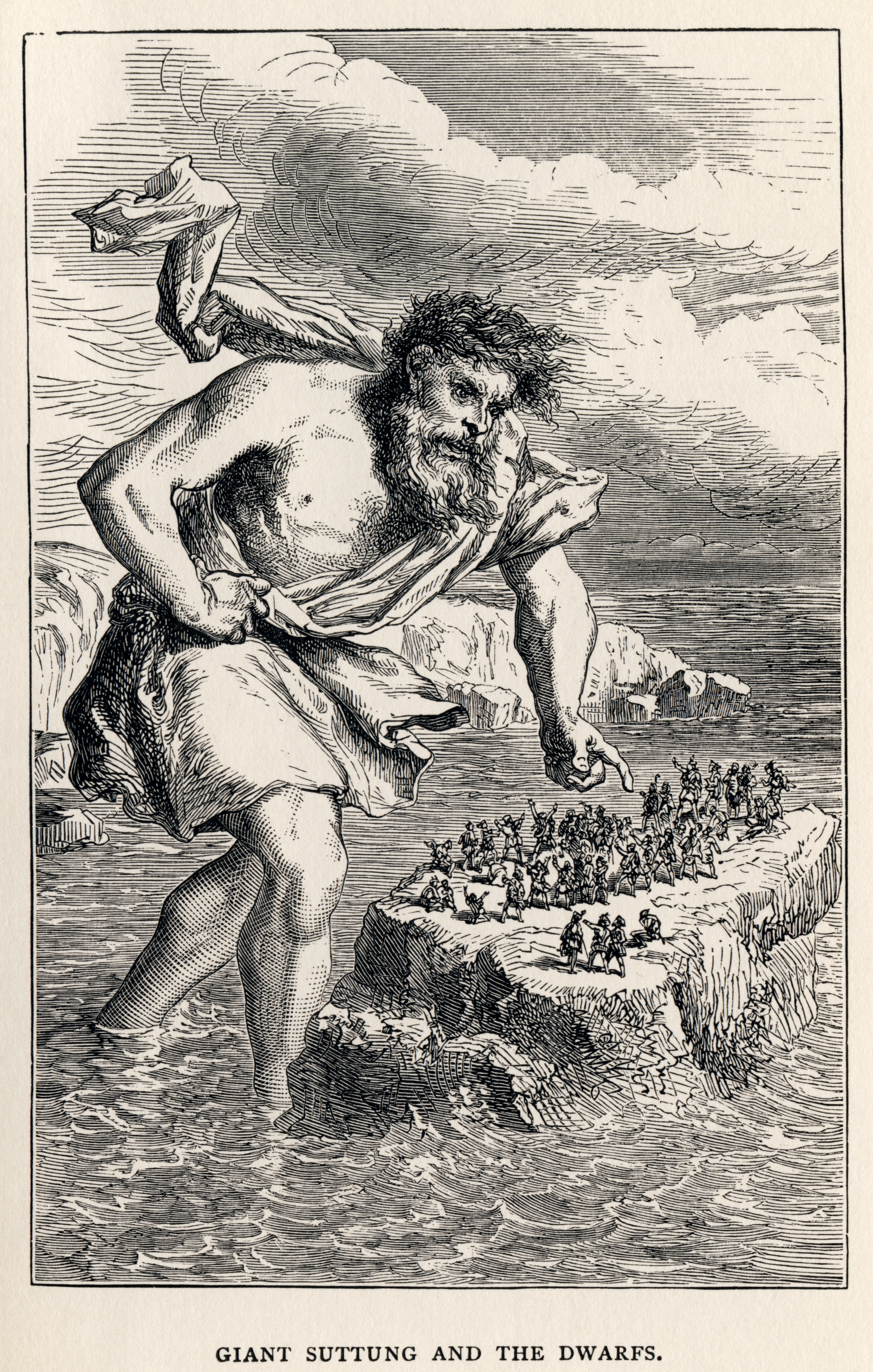
Le géant Suttung et les nains par Louis Huard (1813-1874). Géants et nains, présents dans les mêmes mythes, partagent aussi la même origine.

Si les nains sont bien issus de l'imagination humaine, différentes hypothèses coexistent en ce qui concerne leur origine historique.
Ces personnages sont attestés dans de nombreuses régions du monde depuis la plus haute Antiquité, dont la Russie, la Norvège, en Inde, en Chine, au Japon, en Afrique et en Amérique précolombienne, où ils peuvent être liés à la naissance, à la mort, à la fertilité et au travail des métaux, représentant « l'aspect polarisé d'un monde d'esprits invisibles »,. Le nain mythologique a toujours une influence sur la perception sociale des personnes réelles atteintes de nanisme, l'analyse détaillée révélant une étroite relation avec les peurs humaines, notamment celle des monstres humains.
Cependant, la majorité des récits de nains proviennent du monde germanique et nordique,, où ils forment, avec les fées et les géants, l'un des trois grands types de personnages surnaturels du Moyen Âge, et influencent significativement les croyances et les récits. L'une des premières traces du nain germanique est la mention, au Xe siècle, d'un « esprit qui s'agite dans la forge », nommé larva (fantôme) ou pilosius (velu).

### Théories des chercheurs
Le Nain serait donc un ancien géant, rival des dieux. Malgré sa petitesse, il en a gardé toute la puissance : force et pouvoirs surnaturels.
La plupart des chercheurs (Régis Boyer, Claude Lecouteux, etc.) pensent que géants et nains mythologiques ont une lointaine origine commune, et voient dans le nain une « dégénérescence » du géant. Pierre Dubois s'appuie sur un texte poétique et suppose que cette diminution de taille du géant est une conséquence de la prédominance de l'homme sur son environnement : « le nain a délibérément choisi de se tordre et de rapetisser jusqu'à disparaître… afin de tromper le nouveau venu : l'homme ». Dans de nombreux récits de croyances (entre autres la Geste des Danois), les géants sont les habitants primordiaux, les ennemis des dieux et ceux qui façonnent la Terre. Les nains arrivent après eux, et les hommes en dernier. Les nains peuvent être considérés comme des « brouillons » de l'être humain, et les humains comme un croisement entre les géants et les nains. Les géants nordiques étant des maîtres de la métamorphose, cette origine commune explique la capacité de tous les êtres du petit peuple à se changer en végétaux, minéraux et éléments, à modifier leur taille, à prendre l'apparence d'animaux, et à séduire des princesses. Il est possible que, symboliquement, les géants soient devenus des nains pour échapper aux persécutions des divinités et des hommes.

#### Personnalisation de phénomènes naturels

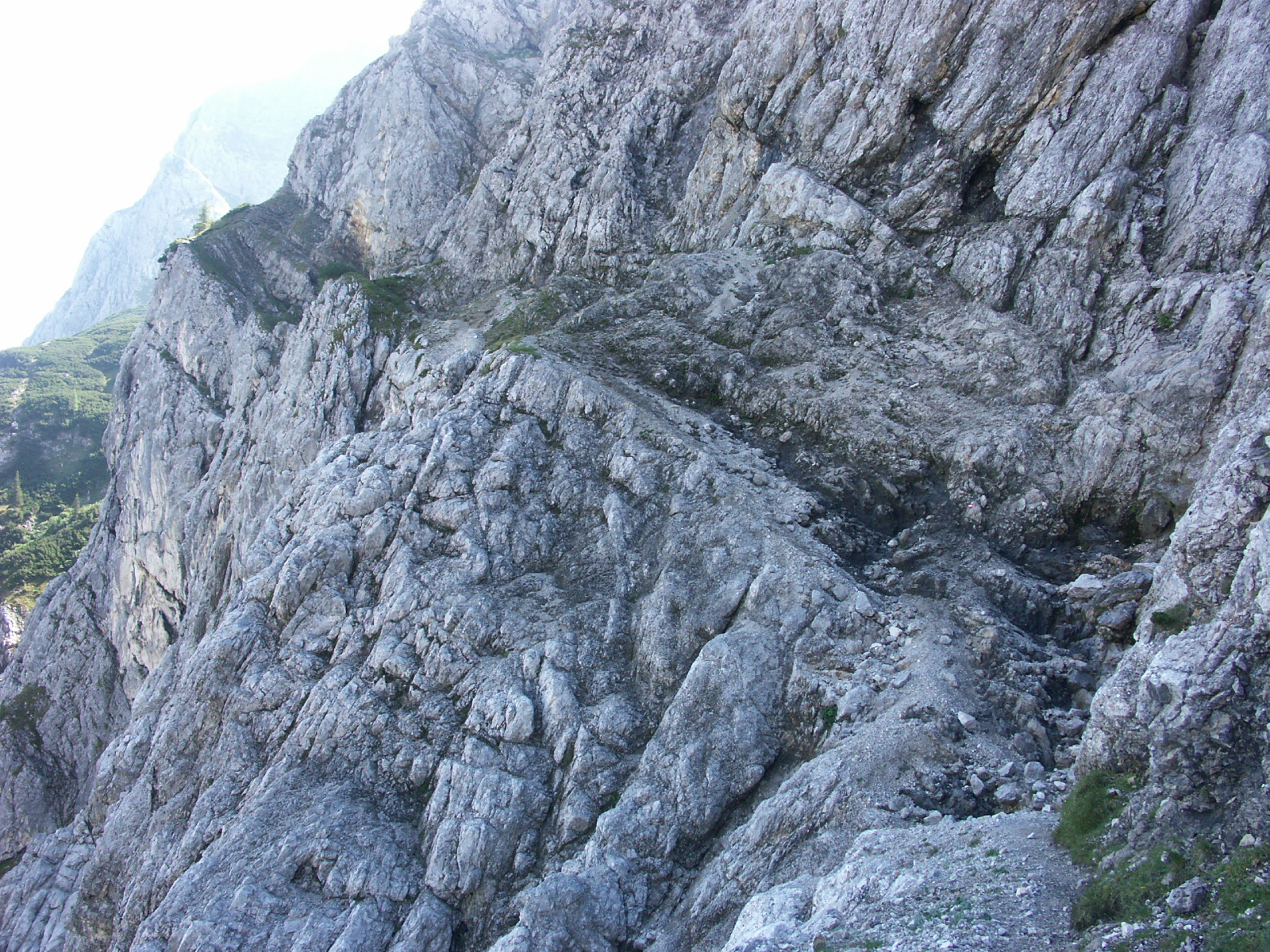
Les nains habitent souvent dans les montagnes. Selon les récits de croyance, ils pourraient être des personnalisations de ce biotope.

Pour une partie des chercheurs, les nains sont, ainsi qu'un grand nombre de créatures et de dieux mythologiques, issus de la personnalisation de forces naturelles. Claude Lecouteux suppose qu'ils étaient originellement des « esprits » liés à la terre et aux tertres, lesquels ont revêtu une forme humanoïde dans la mythologie nordique.
Cette hypothèse est invoquée concernant le lien fréquent entre les nains et la montagne. Un comportement ritualisé, forme de respect envers ce biotope, est relevé parmi plusieurs sociétés humaines : le nain est considéré comme le gardien des secrets de la montagne et l'initiateur des humains, qui doivent acquérir ses connaissances afin « d'échapper à la violence de l'écosystème montagnard ». Un conte suisse parle d'un chasseur d'Eisten gravissant un sommet pour rencontrer un nain vénérable, qui se sent trop à l'étroit dans ses bottes. Un lac se vide peu après, recouvrant la forêt et les alpages : le nain a élargi ses bottes. Toujours en Suisse, près du lac de Thoune, un conte populaire parle d'un nain qui demande asile, seuls les plus pauvres paysans d'un village lui ouvrent et partagent leur fruste repas avec lui. Le lendemain, il déclenche une avalanche qui détruit tout le village, sauf la hutte des paysans qui l'ont recueilli. Après quoi il grandit, se change en géant et se dissipe dans l'air.

#### Doubles et revenants
Régis Boyer, qui a étudié de près la pensée religieuse des Germains, note que le culte des morts et des ancêtres est à la base de toutes les autres croyances. Pour lui, « les nains semblent avoir été les morts, comme le suggère l'étymologie de dvergr (« Tordu »), puisque les défunts étaient inhumés en position fœtale ». De nombreux chercheurs (Claude Lecouteux, Rudolf Simek, John Lindow, etc.) rejoignent cette analyse. Les géants et le petit peuple sont liés à la mort, aux revenants et au double. Le vieux norrois attribue d'ailleurs aux nains des noms tels que « Trépassé » et « Cadavre », aux côtés d'autres comme « Tordu », « Bossu », « Menuisier » et « Trompeur ».
Cette influence explique qu'ils habitent sous terre et, qui plus est, qu'ils connaissent l'avenir. Leur mystérieux royaume, cité dans bon nombre de romans médiévaux, serait celui des morts. Un indice en est la présence du « crieur », en allemand schrat, dont « le folklore français a conservé le souvenir de personnages, tour à tour esprits, nains, lutins et revenants, dont la principale caractéristique est d'émettre des cris ou de produire des bruits » pour attirer les vivants dans des pièges.
Leur physique « difforme », un archétype propre aux êtres chtoniens, serait issu de ces croyances. Leurs ancêtres ont pu initialement être de petites créatures chthoniennes, maîtres du royaume des morts. En raison de la place prise par Jésus-Christ en Occident, cette origine ne transparaîtrait toutefois plus que par quelques indices. Le nain peut tenir un rôle d'émissaire de la mort dans les productions artistiques, devenant une sorte de divinité aux pouvoirs inquiétants.

#### Dieux nains et divinités de la forge

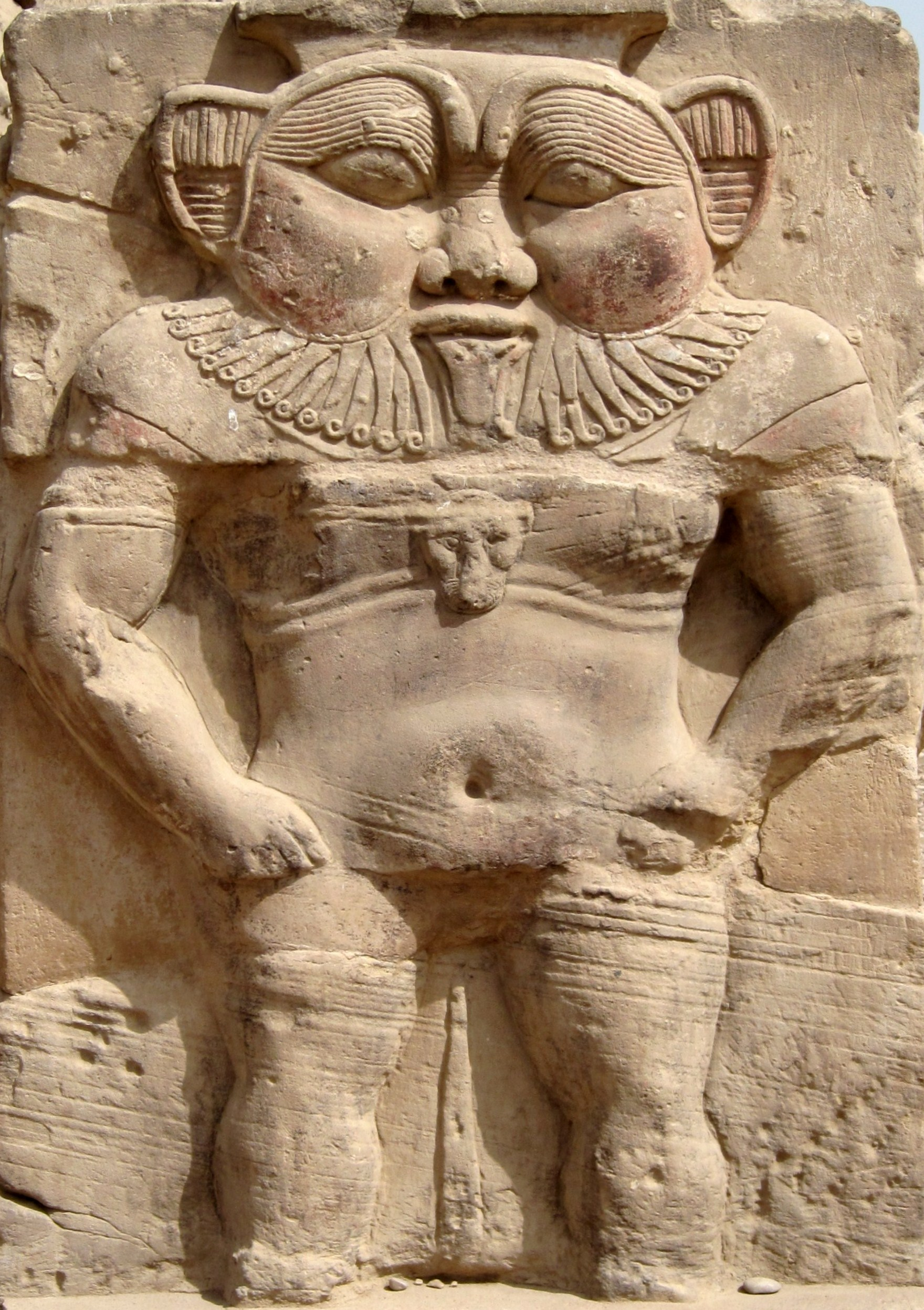
Bès, dieu égyptien au physique de nain.

La mythologie égyptienne connaît deux dieux dont les difformités rappellent le nanisme : Bès et Ptah-Patèque , liés respectivement à la fécondité des femmes et à l'artisanat, Ptah étant de plus cité dans un récit cosmogonique. Héphaïstos (Vulcain chez les Romains), dans la mythologie grecque, est figuré comme nain dans ses plus anciennes représentations, peut-être influencées par Bès et Ptah. En raison de ses activités d'artisan et de forgeron, il a été rapproché des nains germaniques par Lotte Motz. Le nanisme est « souvent la caractéristique des dieux concernés par l'extraction et le traitement des minerais ». Les étymologistes voient toutefois davantage dans les nains de la mythologie nordique et des croyances populaires une « collectivité » ou un « peuple », ce qui les différencie nettement des divinités naines. Le lien entre Héphaïstos et les nains germaniques est également contesté du fait qu'aucun de ces derniers n'est boiteux, contrairement au dieu gréco-romain.
La mythologie grecque mentionne les Telchines, les Cabires et les Dactyles, divinités mineures liées aux montagnes et aux arts de la forge, que certains érudits, comme Carl Gustav Jung et Jules Michelet, ont comparées aux nains germaniques. Les textes grecs ne fournissent cependant aucune indication quant à leur taille.

#### Peuple caché et Pygmées

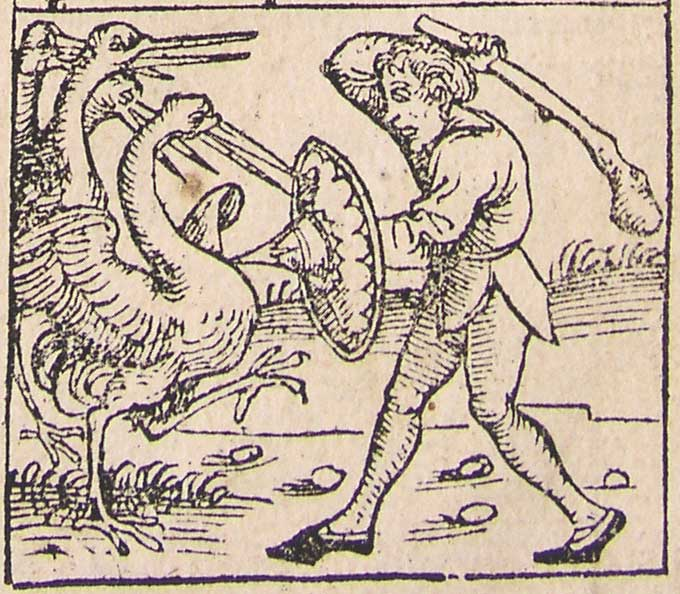
Le combat des Pygmées contre les grues dans les chroniques de Nuremberg.

Une croyance populaire, citée entre autres par Arnold van Gennep, voit dans l'origine de peuples de nains mythiques et légendaires dans de nombreux pays le souvenir de différents hommes préhistoriques de petite taille, vaincus par des envahisseurs plus grands et mieux armés. La même idée est répandue dans les pays celtiques, pour qui ce « petit peuple » aurait été condamné à vivre dans la clandestinité, sous terre, caché dans les collines (notamment les tumuli). Peu à peu, ils auraient été vus comme une autre race ou comme des esprits, d'où les nains des croyances populaires. En Westphalie, les Dutten de la forêt de Minden sont tenus pour un ancien peuple païen de petite taille, qui aurait péri de façon misérable. Les historiens et les scientifiques réfutent généralement la théorie des hommes préhistoriques cachés jusqu'à une époque récente, en l'absence de preuves archéologiques fiables. Toutefois, la découverte de l'homme de Florès en 2004, un hominidé d'un mètre disparu voici 12 000 ans, et connu par des légendes locales, a relancé ce débat.
Une autre explication souvent avancée est celle des Pygmées, peuple africain de petite taille connu en Europe depuis l'Antiquité par les écrits d'Hésiode, d’Homère et de Pline l'Ancien. Les textes antiques qui les décrivent mentionnent, entre autres, leurs combats contre les grues et une taille bien inférieure à la réalité,. Les récits de Pygmées connaissent une très grande popularité en Europe occidentale médiévale, jouant un rôle sur les croyances envers les nains et justifiant l'existence réelle de ces personnages dans les pays européens,. Source d'inspiration de la littérature, ces récits ont « fixé la taille des nains à trois empans, et attesté l'existence d'animaux nains qui servent de monture à ces créatures ».

#### Syncrétisme littéraire

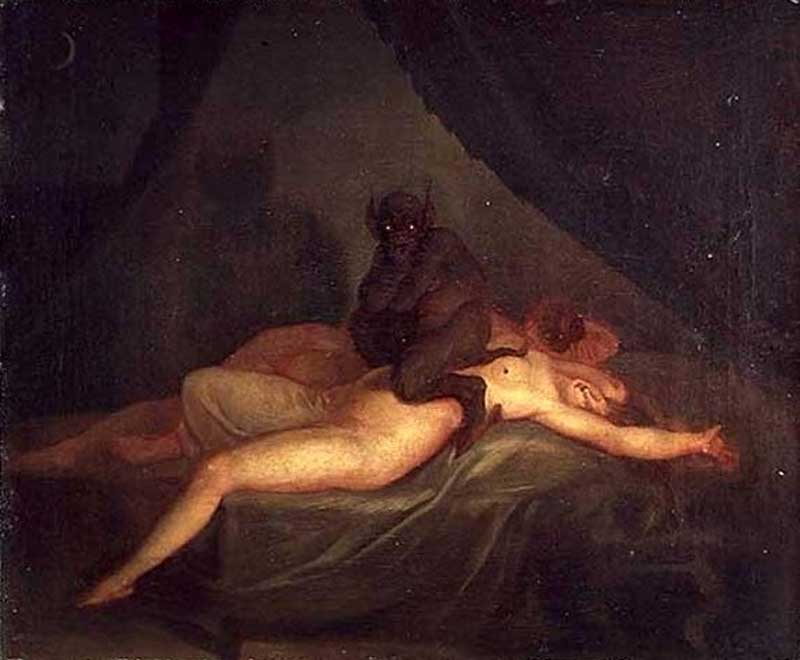
Le nain a été assimilé aux démons du cauchemar (mar).

Au fil des siècles, les nains se confondent avec des créatures proches, et perdent leurs spécificités. Cette confusion perdure avec l'évolution des croyances colportées par l'oralité, certaines créatures disparaissant et léguant leurs caractéristiques à d'autres. De plus, une créature d'un même nom peut être perçue différemment en fonction de l'époque, sous l'influence de la littérature populaire.

##### Assimilation des petites divinités païennes
Un important syncrétisme commence au Moyen Âge, lorsque le mot « nain » désigne aussi bien l'elfe bénéfique (elbe) que le nain maléfique (zwerc), le cauchemar (mar), le crieur (scrat) et le génie topique. Dès le Xe siècle, la distinction entre les petits dieux issus des croyances païennes s'estompe, et les gloses des textes latins « attestent la fusion de créatures différentes ». Claude Lecouteux remarque que sous le terme de vieux haut-allemand scrat, correspondant au nain crieur, sont assimilés Faunus, Sylvanus et les satyres.

##### Elfes et alfes noirs
Il existe aussi une confusion entre nains et elfes, allant parfois jusqu'au rapprochement définitif, bien que les textes du Moyen Âge laissent entrevoir quelques indices de la nature ancienne des créatures. Celle-ci est « sans doute bien entamée à l'époque de Perrault » à la suite de la minimalisation des savoirs populaires au profit des textes gréco-latins. La distinction entre les alfes sombres et lumineux dans la religion nordique ancienne influence la vision des nains,, et Snorri Sturluson confond les alfes noirs, forgerons et gardiens de trésors, avec ces derniers. Les alfes noirs sont largement à l'origine de récits relatifs aux nains du folklore, et toujours associés « aux sciences, à la sagesse, et à la connaissance du sous-sol ». Les hommes s'en méfient, alors que les alfes clairs demeurent foncièrement bénéfiques.

##### Gnomes et lutins

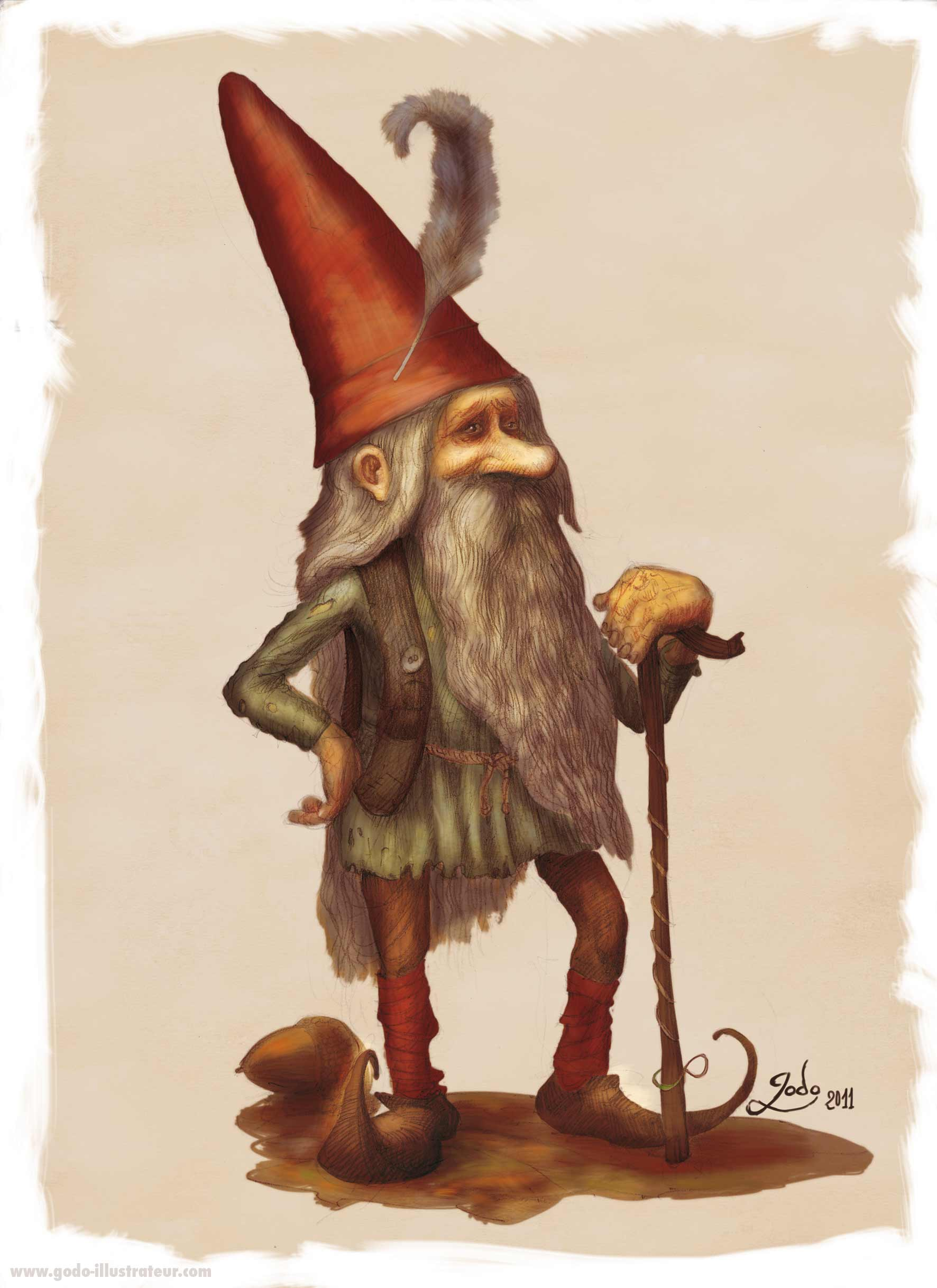
Le lutin et le gnome ont souvent un chapeau rouge pointu, comme sur ce dessin de Godo.

Enfin, il est fréquent de confondre les nains avec des gnomes et des lutins. Les auteurs médiévaux traduisent le zwerc, nain allemand, par « lutin » en français. Au XIIe siècle, Marie de France rend par exemple nanus monticulus, soit « nain des montagnes », par « follet », qui désigne le lutin.
Les noms de « lutin », « nain » et « gnome » sont désormais perçus comme des synonymes pour une majorité de personnes, mais il existe une tendance à désigner le petit peuple masculin en français par « nain » ou par « gnome » « s'il est en relation avec les profondeurs de la terre et ses richesses, et par « lutin » s'il habite une maison ou ses alentours ». Si le nom de « gnome » vient en premier pour désigner le nain « folklorisé » au bonnet pointu en langue française, l'origine de ces créatures est différente, puisque liée à la Cabbale juive et à la tradition alchimique. Le gnome est de fait inconnu des mythologies nordique et grecque.

### Origine des nains selon les récits de croyances
Un grand nombre de récits mythologiques et religieux sont relatifs à l'origine des nains. En dehors du Liber Monstrorum, parlant des faunes au VIIIe siècle ou au IXe siècle, le plus ancien et le plus fréquemment cité est le Gylfaginning. Les textes de la mythologie nordique forment toutefois un nombre réduit de sources, influencées par le christianisme, contradictoires. La Völuspa évoque deux nains primordiaux, Mótsognir et Durin, qui façonnent tous les autres nains (ou les hommes suivant les interprétations) avec de la terre, rappelant un peu Adam et Ève. Cette version a probablement inspiré Tolkien pour créer les nains de la Terre du Milieu.

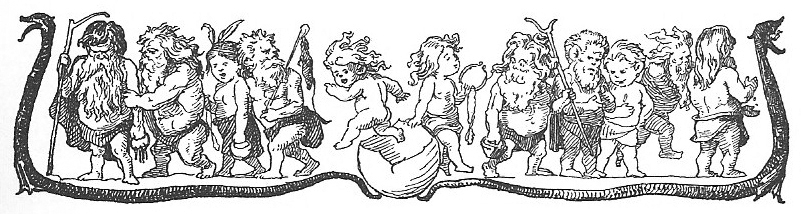
Les nains de la Völuspa vus par Lorenz Frølich dans Den ældre Eddas Gudesange, 1895.

La religion chrétienne et la tradition alchimique paracelsienne ont fourni d'autres théories concernant l’origine des nains.

#### Cosmogonie nordique

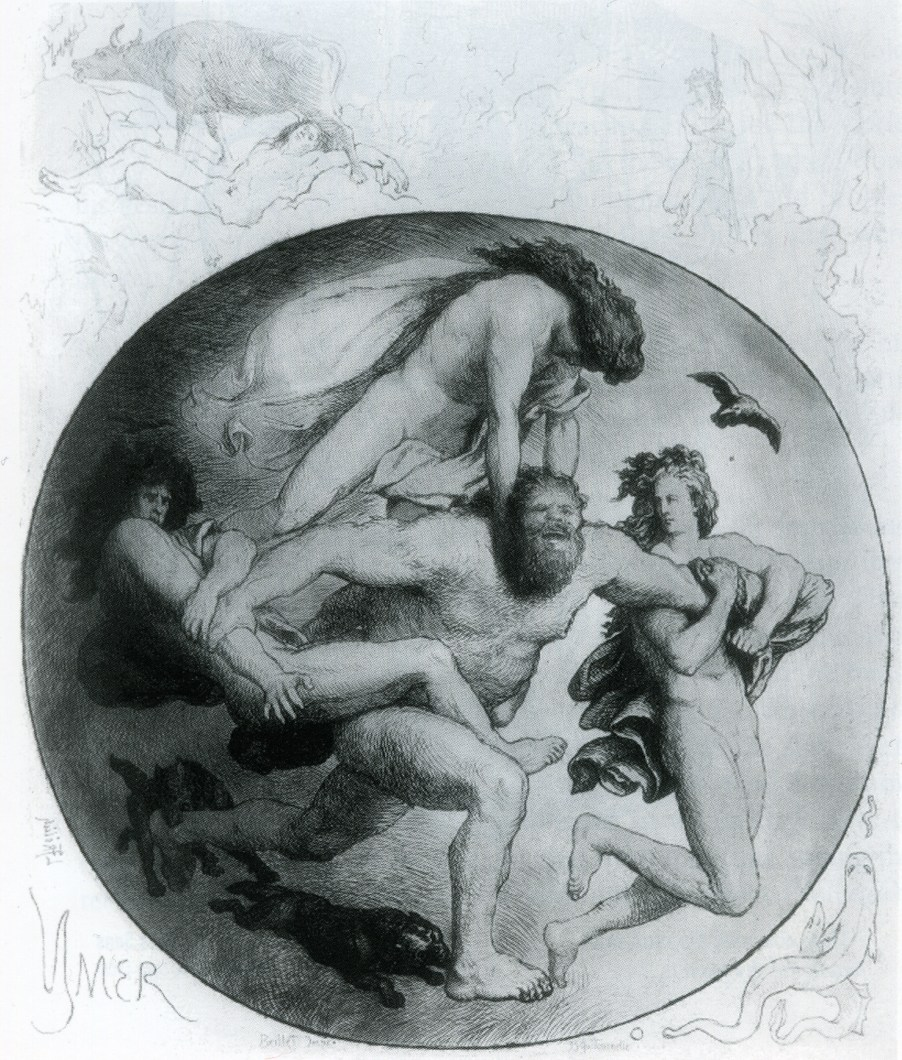
Le géant Ymir, tué par Odin et ses frères, aurait nourri des vers qui sont à l'origine des nains selon le Gylfaginning.

Dans la cosmogonie nordique, que le clerc Snorri Sturluson couche tardivement par écrit au XIIIe siècle dans le Gylfaginning (La fascination de Gylfi), le géant primordial Ymir est tué puis démembré par Odin et ses frères, le monde étant créé à partir de son corps. Sturluson ajoute que les nains sont originellement des vers trouvés dans le cadavre du géant, auxquels les dieux donnent forme humaine et intelligence, mais qui, du fait de leur origine, continuent à vivre sous terre et dans les pierres,,. Des chercheurs notent que suivant ce récit, les nains voient un instant l'image des dieux penchés sur eux, mais aussi que ces larves douées de raison assistent à la création du monde et sont témoins de secrets fondamentaux sur la matière. D'où, peut-être, leur lien avec le feu de la forge et le fer extrait des entrailles de la terre.
La question de l'historicité de ce récit fait débat, Jan de Vries y voit une spéculation récente et Helmut de Boor pense qu'il s'agit d'une invention de Snorri. Si tous deux pensent que les origines du nain ne sont pas à chercher dans une religion, les recherches postérieures avancent qu'il s'agit d'une erreur. Pour Claude Lecouteux, « la naissance d'être vivants de la putréfaction n'est pas une idée neuve », mais ce récit a pu être influencé par ceux de Virgile ou de Pline l'Ancien. Snorri signale aussi que le ciel est porté aux quatre coins par des nains selon le Gylfaginning, ce qui réfute toute idée de « petite taille » concernant ces créatures.

#### Traditions chrétiennes
Plusieurs traditions chrétiennes expliquent l'origine de l'ensemble du petit peuple par un conflit opposant Dieu à Satan. Les anges restés neutres et les anges déchus n'ayant pas suivi le Diable sont précipités sur Terre, où ils se lient à la nature et deviennent les ondins, les nymphes, les nains, etc,. Une autre voit dans les nains les enfants qu’Ève n'a pas présentés à Dieu ou à Jésus-Christ le jour où il lui rendit visite. La variante danoise de ce récit précise que les enfants cachés sous terre, qui étaient les plus laids, sont devenus les subterranéens. Selon un texte allemand de 1483, le Heldenbuch (« livre des héros »), Dieu créa les nains de petite taille afin qu'ils puissent extraire les richesses du sol en se glissant dans la terre, et leur donna la science nécessaire pour discerner le bien du mal et connaître les minerais et minéraux. Il créa ensuite les géants pour protéger les nains des bêtes sauvages qui arpentaient la terre en ce temps-là,,.

#### Alchimie et occultisme

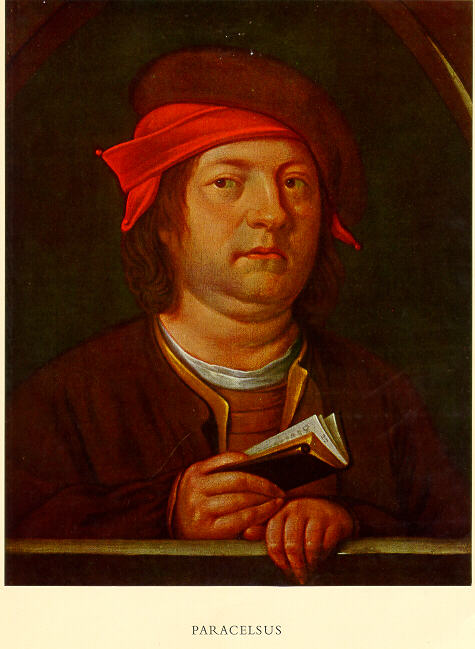
Paracelse est à l'origine d'une théorie de génération spontanée des nains, liée aux quatre éléments.

Quant aux géants et aux nains de la forêt, ils ont notre monde pour séjour. Tous ces êtres sans âme sont produits à partir de semences qui proviennent du ciel et des Éléments, mais sans le limon de la terre…
La théorie de la « génération spontanée » est évoquée par l'alchimiste Paracelse, qui croit aux génies des quatre éléments, et confond nains et gnomes. Il compte sept races de créatures sans âme. La Terre, par génération spontanée, produit ces créatures qui gardent les trésors sous la montagne. Géants et nains sont d'après lui issus de l'air, mais vivent sur la terre. L'abbé de Villars le simplifie en 1670, disant que « La terre est remplie presque jusqu'au centre de Gnomes, gens de petite stature, gardiens des trésors, des minières et des pierreries ». Ces théories ont joué un rôle dans les croyances à propos des créatures de petite taille.

## Description
Les nains sont présentés différemment par les récits de croyance et la littérature, mais des traits communs peuvent être identifiés. Claude Lecouteux a relevé ces points communs en comparant un grand nombre de textes. Ainsi, d'apparence humaine mais habitants d'un autre monde, les nains sont fréquemment caractérisés par leur capacité à se rendre invisibles (souvent grâce à un bonnet enchanté), leur demeure souterraine ou minérale, leur habitude de se réchauffer près d'un âtre, leur activité de forgeron, et les relations d'affaires qu'ils entretiennent avec les hommes. Ils sont immensément riches grâce à leur connaissance du sous-sol. Bien souvent encore, ils remettent aux personnes qui les ont aidés un objet apparemment sans valeur, qui se transforme plus tard en or. Mais leurs dons disparaissent si la source en est révélée.
Ils exercent leur pouvoir durant la nuit, se pétrifient à la lumière du soleil selon certains textes nordiques, et ne peuvent gagner la surface de la terre que quelques jours par an selon d'autres. Ils craignent le son des cloches, comme les trolls. Leur nature est multiple, quelquefois âmes en peine, d'autres fois ancêtres tutélaires. Ce sont d'excellents guerriers dont la force est « sans commune mesure avec la taille supposée » et provient généralement d'un objet enchanté tel qu'une ceinture. Cette force s'explique aussi par leur origine partagée avec les géants mythologiques : elle leur permet de se venger de toute forme d'incivilité de la part des humains. Ils ne sont pas immortels, à l'instar de la plupart des créatures du petit peuple.

### Apparence

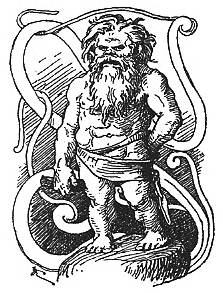
Illustration d'un nain de la Völuspa par Lorenz Frølich dans Den ældre Eddas Gudesange, en 1895.

L'apparence physique des nains dans les récits est très fréquemment hideuse, effrayante et repoussante,,, elle trouve peut-être son origine dans une exagération à la suite de l'observation des personnes réelles de petite taille, souvent éloignées des canons de beauté en vigueur. Cette laideur des nains est attestée dans un grand nombre de contes, et particulièrement dans The Dwarf's Nose, où le beau trentenaire Jacob est changé en nain au nez énorme, ce qui pousse sa famille à le rejeter.

#### Dans le cycle arthurien
Les littératures arthurienne et courtoise comportent des nains chevaliers en armure, mais certains peuvent paraître comme de petits enfants. Leurs difformités fréquentes sont une grosse tête, un visage plat, un front bombé, des yeux enfoncés dans leur orbite ou au contraire globuleux, un nez minuscule ou énorme, une grande bouche, des dents abîmées, de larges oreilles, une ou deux bosses, des jambes courtes, tordues ou crochues aux pieds monstrueux, une peau ridée noire ou couverte de taches de rousseur, et une abondante pilosité : barbe, cheveux longs, moustache, sourcils broussailleux.
Leurs proportions sont les mêmes que chez les personnes atteintes de nanisme, mais il existe quelques cas de nains au tronc raccourci et aux membres démesurés. Leur apparence n'est pas en rapport avec leur caractère, des nains très laids pouvant se révéler de précieux alliés et d'autres au physique plus harmonieux étant susceptibles de s'opposer aux héros des récits.

#### Dans les contes et légendes

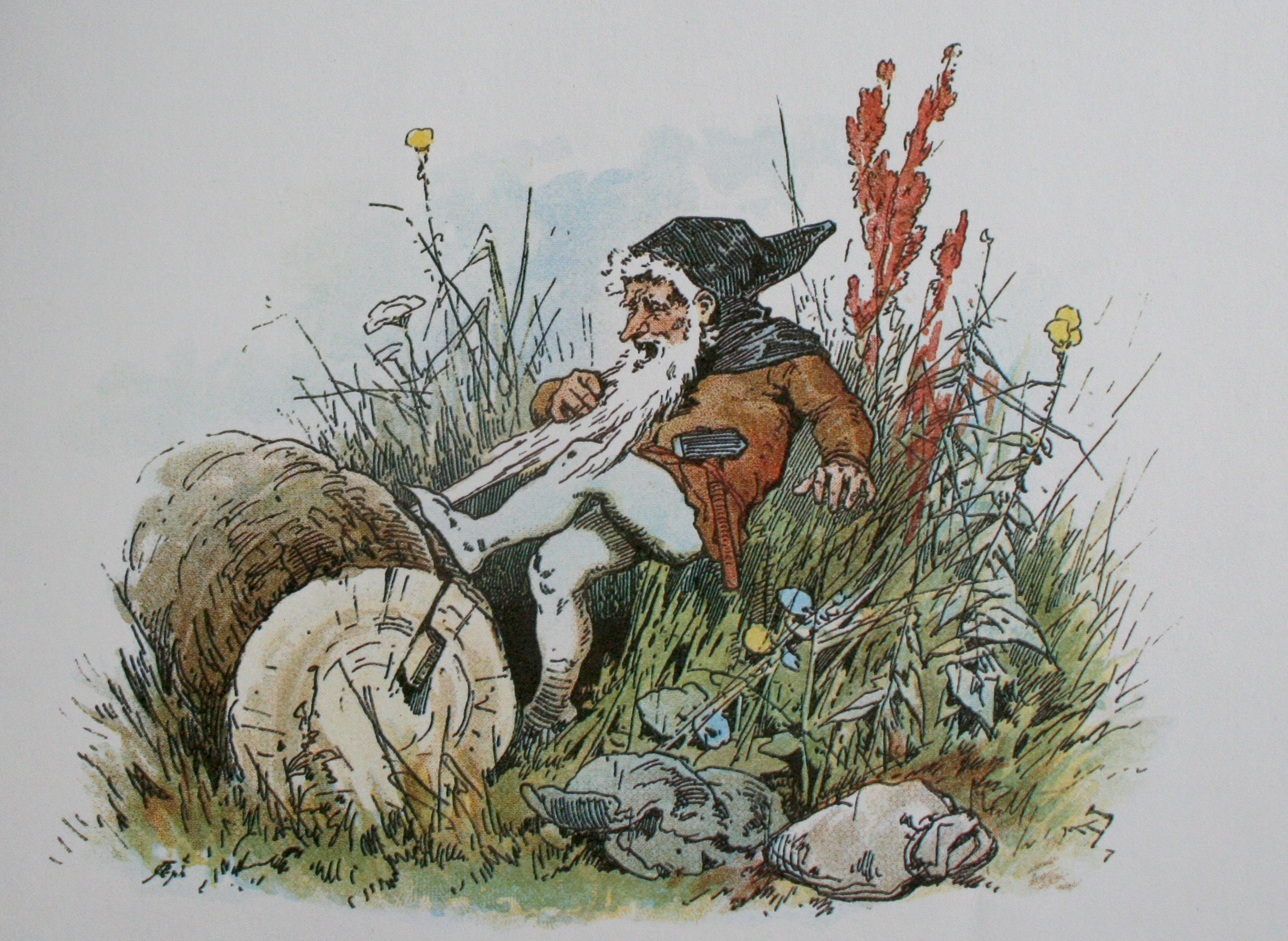
Le nain de Blanche-Neige et Rose-Rouge a, comme la plupart de ces personnages dans les contes, l'apparence d'un vieillard. Illustration d'Alexander Zick.

Les contes et légendes en font des vieillards, mais ce type de nain est très rare au Moyen Âge et se trouve surtout dans les contes populaires collectés à partir du XVIIIe siècle. Ils y sont caractérisés par leur longue barbe, leur visage âgé, et leur bonnet rouge. Ils possèdent parfois des pieds palmés, de poule, ou fourchus, et prennent l'apparence de crapauds, de grenouilles ou « d'autres vermines » durant le jour.

#### Taille
La mythologie germanique ne donne aucune information relative à leur taille. Les géants sont leurs parents ou leurs enfants plus d'une fois, et un même personnage peut être alternativement décrit comme un géant ou un nain, à l’instar du forgeron Reginn. D'après Claude Lecouteux et Pierre Dubois, ils pourraient prendre la taille qu'ils souhaitent,, même si les textes plus tardifs font de leur taille réduite un motif constant,. Celle-ci pourrait être due à l'assimilation avec d'autres créatures comme les faunes et esprits champêtres de l'Antiquité, selon Claude Lecouteux. Anatoly Liberman suppose que lorsque l'imagination humaine a lié les nains aux montagnes et a repoussé ces êtres dans les profondeurs du sol, ils ont naturellement acquis une taille réduite dans les récits. D'autres sont d'anciens humains punis et devenus des nains.

### Portrait psychologique

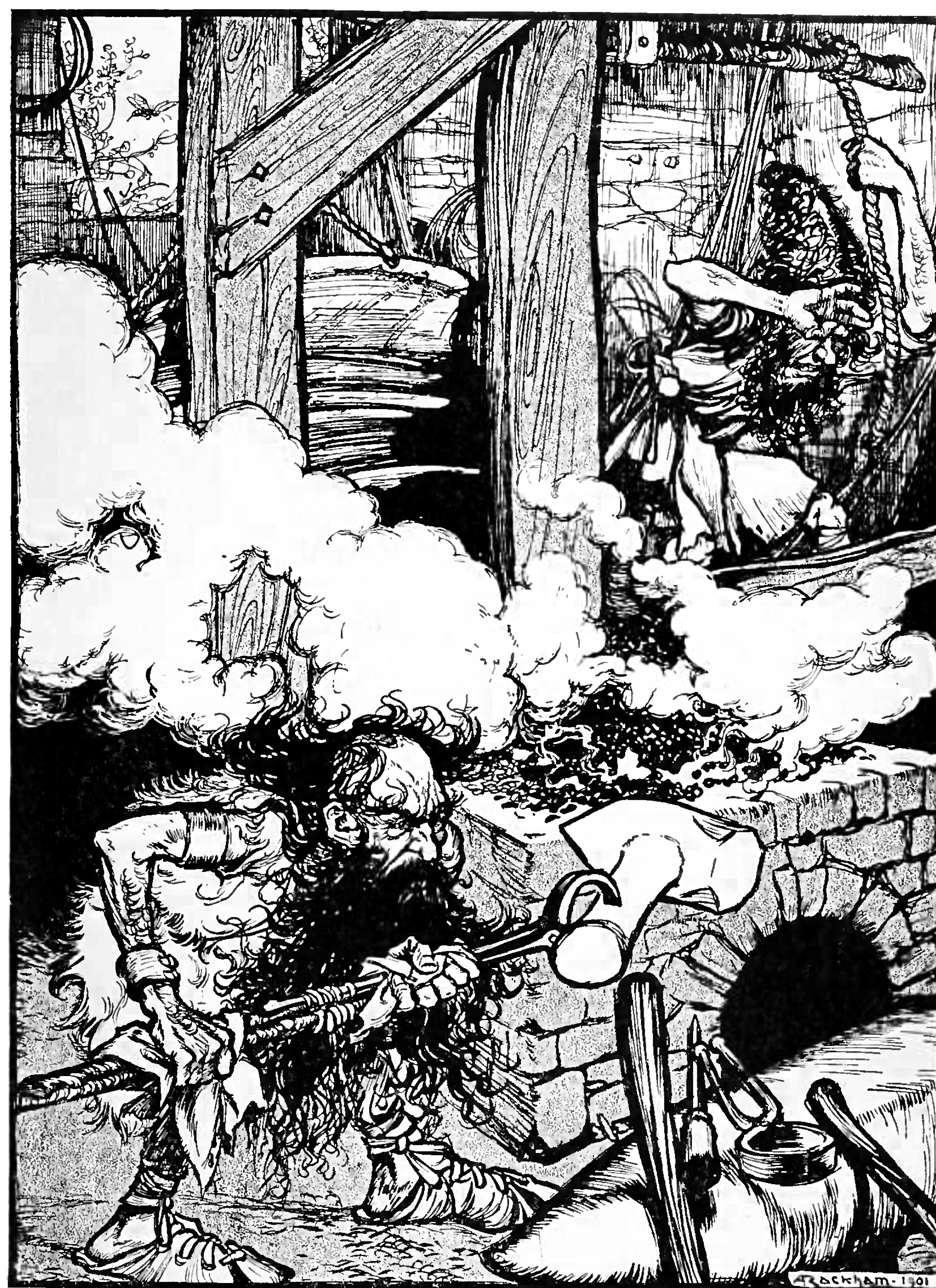
Le nain Brokk forgeant le marteau Mjöllnir, sur un dessin d'Arthur Rackham en 1907. Les activités de forgeron sont, depuis les premiers textes à leur sujet, indissociables des nains.

Le portrait psychologique du nain est très variable et a évolué suivant les époques. Exploités, trompés et méprisés par les dieux nordiques, les nains de la mythologie germano-scandinave se vengent en se montrant cupides et malicieux, tout en n'agissant que dans leur propre intérêt de maîtres forgerons et de magiciens, pour obtenir des femmes, du pouvoir et de l'or. Ceux des croyances germaniques médiévales sont foncièrement négatifs et inspirent la crainte ; ils n'hésitent pas à s'attaquer aux hommes et à leur bétail, qu'ils blessent de la « flèche du nain », plus tard nommée « trait de l'elfe ». Cette flèche est à l'origine de maladies, et il existait des amulettes et des conjurations pour s'en protéger.
Dans le cycle arthurien, la plupart des nains se montrent braves, mais pas toujours chevaleresques. Selon le Tristan de Thomas d'Angleterre, l'une de ces créatures est responsable de la mort de Kaherdin et de l'empoisonnement mortel de Tristan. Ils sont belliqueux, misogynes et peu courtois. Le seul moyen de les discipliner est de les vaincre en combat singulier. Le nain se révèle alors un loyal allié, exécutant sans discuter tous les ordres de son maître dont il copie l'attitude. Il est autant attaché à ce dernier qu'il peut se montrer insolent envers ses adversaires, à condition que son maître soit courageux et jamais ne se rende.
Dans l'ensemble, les traditions populaires présentent des nains « bons, méchants ou les deux à la fois, mais rarement neutres » et qui « renoncent à la vie amoureuse ». Bruno Bettelheim note la grande variété de leurs attitudes dans les contes. Comme les fées, ils peuvent être très bons ou très mauvais, et se venger férocement. Près de Rendsburg en Allemagne, par exemple, des « nains justiciers » sortent l'attelage d'un bon paysan humble de la tourbe et noient celui d'un riche. Un conte se déroulant près de Plau am See en Allemagne parle de deux valets qui se régalent du petit déjeuner des nains. Le premier remplit la chope qu'il vient de vider avec des cailloux, et ne tarde pas à mourir, tandis que le second a déposé un sou et reste en bonne santé. Leur côté industrieux est en revanche une constante : les nains de Blanche-Neige, entre autres, passent tout leur temps à travailler, ignorant les loisirs ou les divertissements.

### Reproduction et vie amoureuse
La mythologie scandinave ne mentionne ni nain féminin, ni sexualité, ni reproduction chez ce peuple, ce qui le distingue bien des elfes et des dieux. Il existe cependant un texte germanique où deux princes nains en font sortir de nouveaux depuis la terre pour remplacer les plus vieux. La vision de ce peuple comme exclusivement mâle survit au cours des siècles, jusqu'au conte de Blanche-Neige et aux écrits de J. R. R. Tolkien. Quelques « naines » apparaissent tardivement dans la littérature orale et de rares représentantes serviables du petit peuple dans les récits depuis le XIIIe siècle,.
Comme le dit Pierre Dubois, le nain est aussi un « amant passionné, irascible et redoutable », qui s’intéresse aux femmes humaines. Un thème récurrent est celui du hideux « prétendant indésirable » portant un « nom bizarre » et jetant son dévolu sur une belle jeune femme. À Schaumburg, un comte aurait eu une naine pour maîtresse. Le nain peut aussi se venger s'il est éconduit. En Alsace, dans le conte La Rose d'argent, le roi des nains ferme l'accès aux mines de sa montagne, qui assuraient la prospérité des humains, et laisse derrière lui une rose d'argent magnifiquement travaillée.

### Capacités et activités

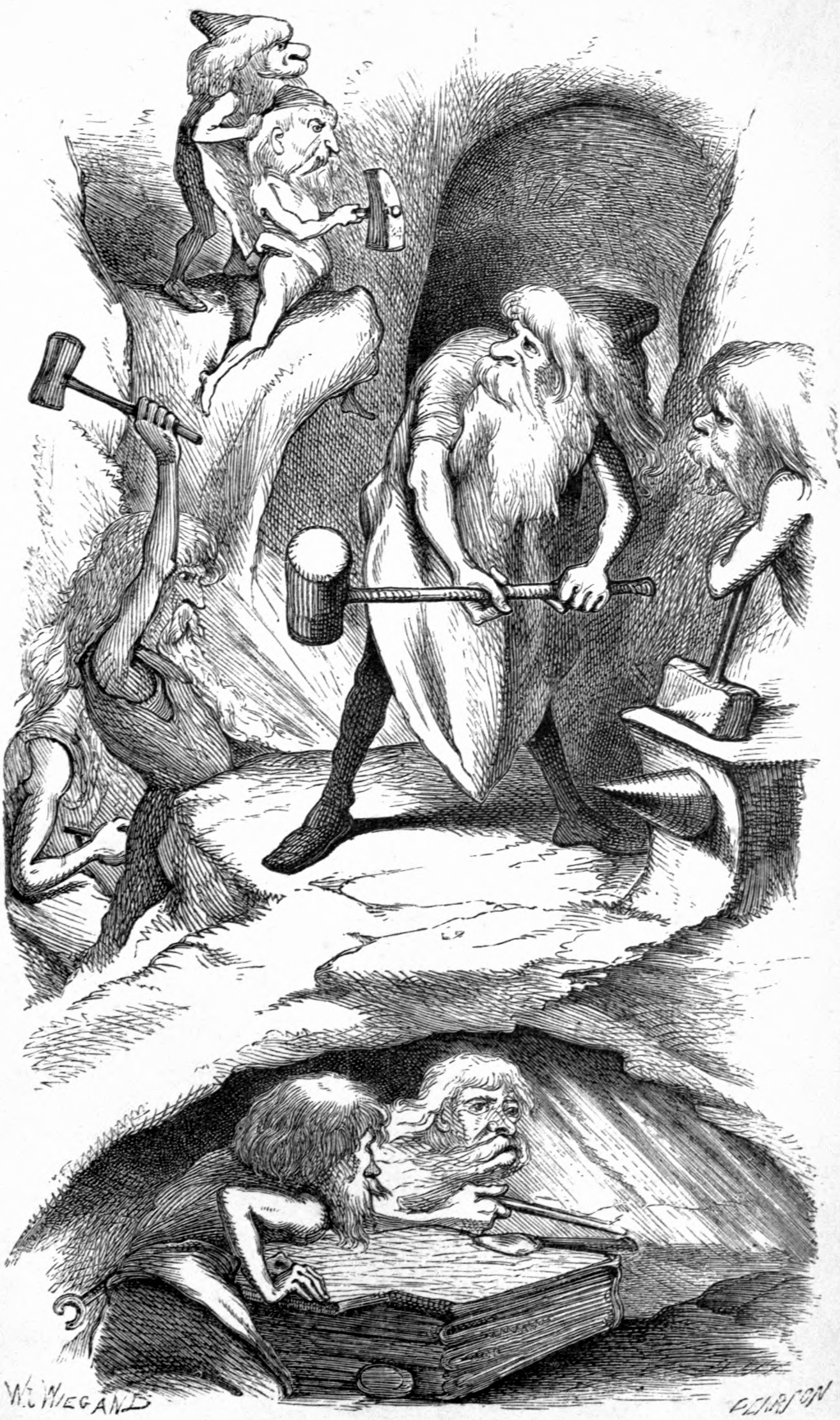
George Pearson, Les nains au travail, illustration du livre de Julia Goddard Wonderful Stories from Northern Lands, 1871.

Tous les nains ont une parfaite connaissance des gemmes et des métaux qu'ils extraient depuis les profondeurs de la terre, et des secrets de la nature. Snorri Sturluson est pour beaucoup à l'origine de leur image d'artisans et forgerons à la dextérité légendaire. Dans les récits de la mythologie nordique, les nains créent en effet Mjöllnir (le marteau de Thor), le bateau de Njord, le sanglier Gullinbursti, Draupnir (l'anneau d'Odin), Gleipnir (la laisse de Fenrir) et le collier des Brísingar, à partir de matériaux impossibles (tels les bruits de pas d'un chat). Dans un autre registre, ils créent l'hydromel poétique,. Toutes ces prouesses rendent les dieux germaniques dépendants de leurs extraordinaires capacités, mais ne les empêchent pas de les déprécier et de les récompenser très rarement de leurs efforts. Dans la mythologie comme dans le folklore germanique, les armes des nains possèdent un côté maléfique et leurs trésors, à l'image de l'or du Rhin, apportent la mort à leurs possesseurs. Dans les contes populaires plus tardifs, ce n'est pas toujours le cas, à l'exemple de ce récit de Bümmerstede en 1653, où un nain oublie sa cruche dans une maison qui prospère jusqu'au bris de l'objet. Après quoi, tout se passe de travers. Un autre conte, venu de Poméranie, parle d'un homme cherchant un trésor entre les racines d'un grand chêne, lorsqu'un nain le met en garde contre la destruction de l'arbre et lui remet un morceau de fer inépuisable qui assure la prospérité de sa maison.
L'activité de forgeron est l'un des traits qui ont le mieux survécu chez le nain au fil du temps (depuis la mythologie nordique, la légende arthurienne et les contes populaires jusqu'à la fantasy et au jeu de rôle), à mettre en rapport avec la troisième fonction indo-européenne, celle des travailleurs. Au point que dans nombre de récits, tout forgeron se doit d'être un nain,. Des ouvrages récents en font les créateurs d'Excalibur, l'épée du roi Arthur, et de Durandal, celle de Roland le paladin.

Les nains se livrent parfois à d'autres occupations, comme le filage textile, la cuisson du pain, et selon les croyances germaniques, l'enlèvement des enfants qu'ils remplacent par un changeling, comme les fées des pays anglo-saxons et les lutins français,. Deux récits de ce type concernent les subterranéens.
Les nains peuvent guider et conseiller, en tant que partie des forces telluriques et descendants de « vieux dieux de la nature », ce qui explique leur aptitude à la magie et à lancer des sorts,. Selon Claude Lecouteux, « le nain connaît l'avenir, ce qui implique un lien avec l'autre monde, mais une explication tardive et rationnelle ramène cette connaissance au fruit de l'étude de la nécromancie qui est, au Moyen Âge, synonyme de sorcellerie ».
Dans tous les récits à leur sujet, ils sont « pratiquement invulnérables », commandent aux éléments et peuvent choisir de protéger ou détruire les récoltes et le bétail des hommes. Comme les lutins, ils ont le don de se métamorphoser, mais la forme qu'ils adoptent le plus volontiers est celle de la grenouille.

### Habitat
L'habitat souterrain est une constante des nains, il s'agit principalement de montagnes creuses, de cavernes, de grottes, de tertres, de tumuli et de pierres, soit la terre, le sol et le règne minéral de manière générale,,,,. Chaque biotope possède une association symbolique dans l'imaginaire humain, les nains partageant les montagnes avec des « hommes sauvages » et des « vieillards du sommet ». La Völuspa dénombre une soixantaine de nains dont la moitié vivent sous terre, le reste dans les pierres ou un tertre.
Cette croyance est à l'origine de revendications archéologiques à toutes les époques. En 1980, Robb Walsh affirme avoir rencontré un professeur à moitié nain qui lui aurait confirmé l'authenticité d'un palais souterrain daté de l'époque viking, et habité par les nains. Son travail pseudo-scientifique peut toutefois être lu comme un livre enfantin. Un motif constant des récits de nains est le fait qu'ils demandent aux hommes de déplacer leur étable, leurs toilettes ou une autre pièce peu hygiénique parce qu'elle se trouve juste au-dessus de leur demeure souterraine. Les récits germaniques parlent aussi des raisons qui poussent les nains à fuir, principalement la christianisation, ou encore un manque de respect de la part des humains. En plus du son des cloches, les nains ne supportent pas les objets religieux et sont, d'après un récit, repoussés par les roues de charrettes.

#### Toponymes

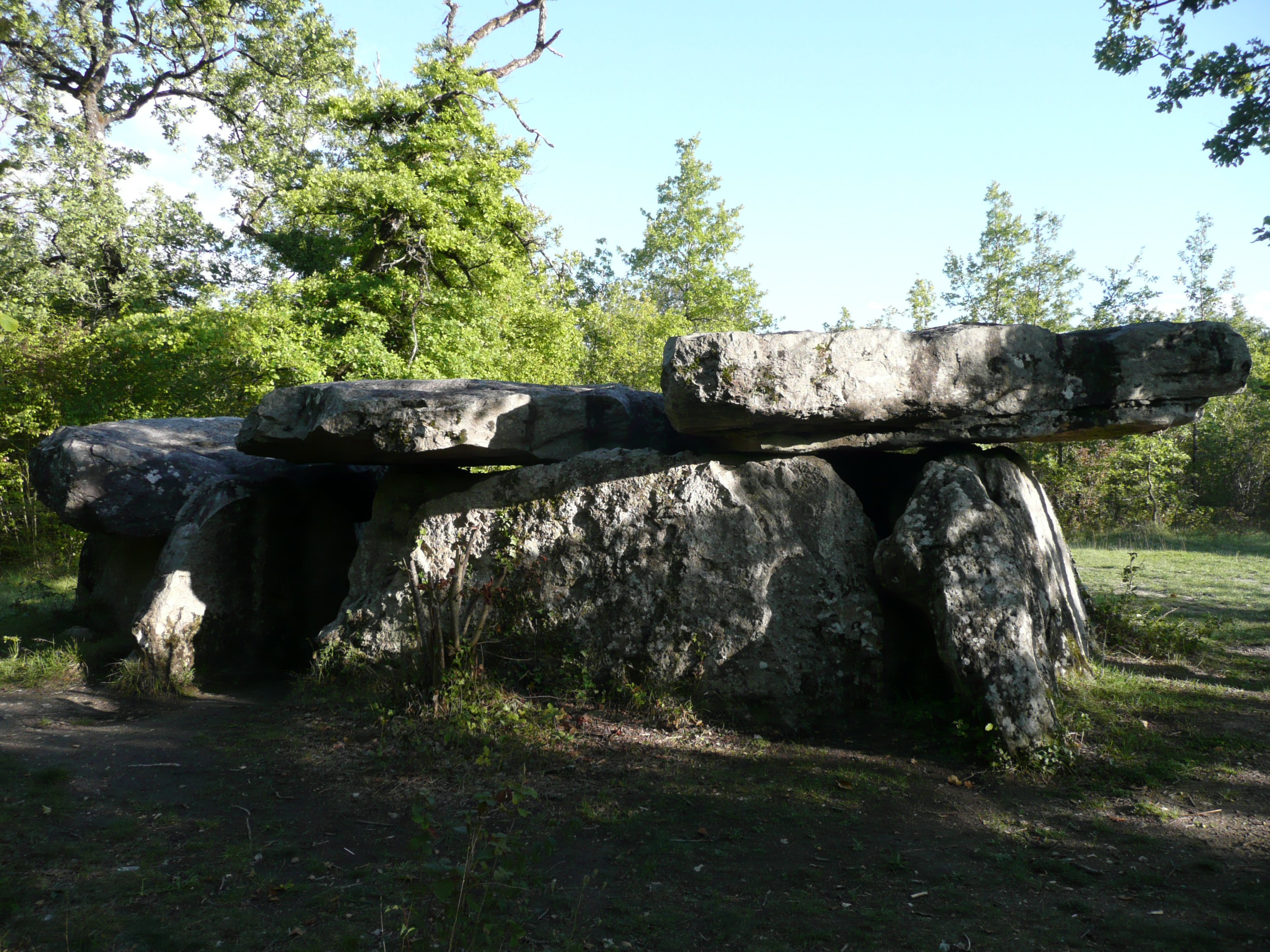
Le dolmen de Pierre Couverte serait la demeure d'un nain selon une croyance locale dont parle Paul Sébillot.

Des traces de croyances aux nains survivent à travers la toponymie. Au Danemark, il existe trois « Tertre-du-Nain » (Dvaerghöj), dont un sur Anholt. En Norvège et en Islande se trouvent des « Pierre-aux-Nains » (Dvergasteinn). Paul Sébillot parle d'un nain qui aurait élu domicile sous le dolmen de Pierre Couverte, et qui aiguisait durant la nuit le soc que le paysan venait lui porter.

#### Royaume des nains
De nombreux récits parlent de personnes qui atteignent et visitent le royaume souterrain des nains, des merveilles qu'elles y trouvent et du fait qu'un grand laps de temps peut s'être écoulé à leur retour. Ils présentent des parallèles importants avec ceux des enlèvements par les fées. Ces récits remontent au Moyen Âge, puisque Giraud de Barri raconte que le futur prêtre Éliodore aurait vu deux petits hommes « de la taille de pygmées » lui promettre un « pays de jeux et de délices » s'il les suit. Il découvre un monde magnifique, semblable à celui de la surface mais non éclairé par le Soleil,. Dans le Dit de Velent le forgeron, rattaché à la mythologie nordique, Velent est mis au travail chez les nains un an durant, dans une « montagne qui s'ouvre », pour apprendre les secrets de la forge.
Un récit polonais collecté au XIXe siècle près de Czarnków parle d'un homme capturé par les nains et séquestré dans leur montagne, qui parvient à s'échapper, mais est retrouvé puis exécuté. Dans le village tchèque de Dušníky, un paysan égaré dans le royaume des nains, où se trouvent d'innombrables trésors, entre à leur service trois ans durant pour connaître le chemin du retour, sur les conseils du roi des nains, celui qui porte la plus longue barbe. Les petits êtres lui révèlent qu'ils extraient l'or des fruits, mais que les hommes cupides cueillent ces fruits avant qu'ils ne soient murs, et que l'or causera leur perte. À Wiedensahl, des nains établis sous l'évier d'une maison se fâchent contre une servante qui y jette les eaux usées et des cheveux. Ils l'invitent au baptême d'un des leurs, elle ne touche à aucun plat que les nains n'aient touché auparavant. Ils exigent la promesse qu'elle ne jettera plus de saletés dans l'évier et, en échange, lui donnent des copeaux de bois qui plus tard deviennent de l'or,. Un récit de Salzbourg en Autriche, daté de 1794, parle d'un roulier portant du vin vers Hallein, et convié par un nain à livrer les siens. Au moment où approche la montagne dans laquelle réside le petit peuple, il s'endort et se réveille dans leur monde, en vue d'un magnifique château. Cette histoire est consignée comme un récit véridique.

#### Retour
Le royaume des nains est caractérisé par sa richesse, mais aussi par la distorsion temporelle que peut entraîner un retour dans le monde des humains. Le roi Herla (Herla cyning), originellement un aspect d'Odin christianisé sous les traits d'un roi dans un récit de Walter Map au XIIe siècle, rend visite quelque temps à un nain dans sa demeure souterraine et en revient trois siècles plus tard. Avec ses hommes, il est condamné à rester en selle sans jamais pouvoir descendre. Ce conte est l'une des origines de la chasse sauvage du folklore européen,. À Brunswick en Allemagne, une jeune servante est priée de devenir la marraine d'un nain. Elle se rend au Schalksberg (« la montagne impitoyable »). À minuit, la montagne s'ouvre et révèle un intérieur somptueux, couvert d'or. Elle croit s'être absentée trois jours, mais découvre à son retour que trois cents ans sont écoulés, puis tombe en poussière sur le sol. Très proche de ce récit est la légende tchèque du rocher d'Heiling, roi des nains qui héberge une femme durant la nuit, avant que celle-ci ne découvre être restée absente un siècle.
L'importance de la nourriture naine est également évoquée : à Sülsdorf en Allemagne, une épouse est enlevée par les nains dans leur montagne, puis ramenée par son mari. Habituée à la nourriture des nains au point de ne plus pouvoir manger rien d'autre, elle finit par mourir. Sur l'île de Rügen, un récit parle d'un berger invité à manger et boire avec les nains, qui vole la coupe que ces derniers lui tendent, et s'enfuit.

## Créatures décrites comme des «nains»
Toute créature humanoïde de petite taille dans les croyances populaires pouvant être qualifiée de « nain », des centaines de noms sont employés pour les désigner. Du fait de leur habitat montagnard et souterrain, les cultes rendus aux nains sont plus fréquents dans les zones d'altitude, ces mêmes régions étant celles où se trouvent le plus grand nombre de récits mettant en scène des forgerons merveilleux. Le gobelin anglo-saxon, le kobold germanique et les kabouters flamands, parfois nommés « nains », sont plus proches des génies du foyer.

### Monde germanique et scandinave

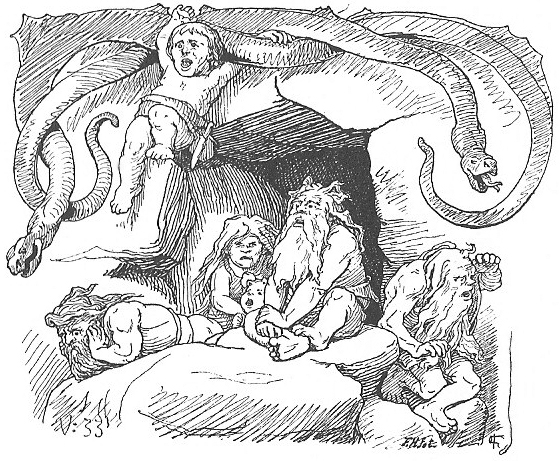
Les nains pendant le Ragnarök, vus par Lorenz Frølich.

Au Moyen Âge, deux types de nains se distinguent dans les documents germaniques : le Schrat, ou « crieur », qui entre les IXe et XIIIe siècles est vu comme un équivalent du faune ou de l'incube, un monstre velu, un homme sauvage ou un revenant, et le Zwerg, qui assimile entre autres les faunes, les satyres et Silène. Alberich et son équivalent scandinave Alfrik sont connus respectivement à travers la Chanson des Nibelungen et la Saga de Théodoric de Vérone. Les Kloks-tomtes, communs à l'Allemagne, à l'Autriche et au Tyrol dans les montagnes, sont vus comme les plus habiles artisans parmi les nains.

#### Nains maléfiques
Le Nörglein est connu de plusieurs régions. Dans le Tyrol, il vit près d'un lac et enlace les vachères qui passent au point de les écraser, jusqu'au jour où il exige un taureau noir engraissé pendant sept ans, puis laisse le monde en paix pour toujours. Dans l'Alpe de Thal, il pousse le bétail à la mort en rendant le sol mou. Près de Dorste, les nains du mont Hütten ravagent un champ de pois jusqu'au moment où le fermier parvient à en capturer un. En échange de sa liberté, le nain lui remet une carcasse de cheval qui devient de l'or pur.

#### Folklore minier

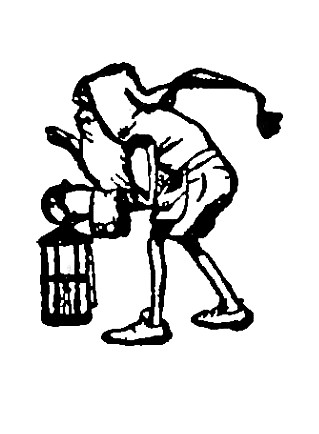
Silhouette d'un nain mineur du conte de Blanche-Neige, par Jessie Braham White, 1912.

Le folklore minier connaît, aux côtés des sympathiques Bergleute (ou Bergmännchen, « petits hommes de la montagne ») mentionnés depuis le XVIe siècle et probable source d'inspiration des nains de Blanche-Neige, le Stille Volk (peuple tranquille), les Nickel et Schachtzwergl d'Autriche, les Solilubki de Pologne et les redoutables Wichtlein du sud allemand, qui provoquent des éboulements dans les mines. Les Erdluitle (ou Bergfolk au Danemark, soit « peuple des montagnes ») sont des nains montagnards aux pieds palmés.

#### Nains du foyer
D'autres nains, tels les subterranéens et les kobolds, ont un rôle de génies du foyer. En Alsace, le « bonhomme aux sonnettes » protège les vignes et le village de Soultzeren, près de Munster, a des nains servants qui travaillent dans les chalets abandonnés et déposent des denrées dans les demeures des plus pauvres paysans. Les jardins bavarois et autrichiens sont veillés par les Hojemännels. Une chronique allemande de 1564 parle d'un Erdenmendle qui ne supporte pas le rouge, et des textes plus tardifs, des Nispuck. En Poméranie au XIXe siècle, chaque colline a son Üllerken ; ce sont des  nains serviables qui vivent dans les ténèbres, craignent la lumière et déposent des cadeaux à l'intention des humains.

#### Croyances de l'île de Rügen
L'île de Rügen connaît trois sortes de nains qui habitent les collines. Les blancs et les bruns sont amicaux, même s'il leur arrive d'enlever des humains qu'ils restituent toutes les cinquante années. Un « nain brun » fait par exemple don d'une baguette blanche enchantée à un berger, afin de récupérer sa clochette qu'il a perdue. Les « nains noirs » sont au contraire des magiciens maléfiques trompeurs et fourbes, qui maudissent les chasseurs et aident les voleurs, rachètent à n'importe quel prix tout objet leur appartenant qui serait tombé entre les mains des humains et restent collés aux objets sacrés. Ces croyances, qui font une distinction rarissime, sont vraisemblablement influencées par les elfes sombres et les elfes clairs de la mythologie nordique. Ainsi, Édouard Brasey écrit, dans La Petite Encyclopédie du merveilleux, que les Nains de l’Edda sont confondus avec les dökkálfar, elfes résidant dans les obscurités souterraines de Svartalfheimr et de Niflheimr, et sont les opposés des elfes de lumière et des Ases vivant dans le royaume céleste d'Asgard.

### Pays anglo-saxons

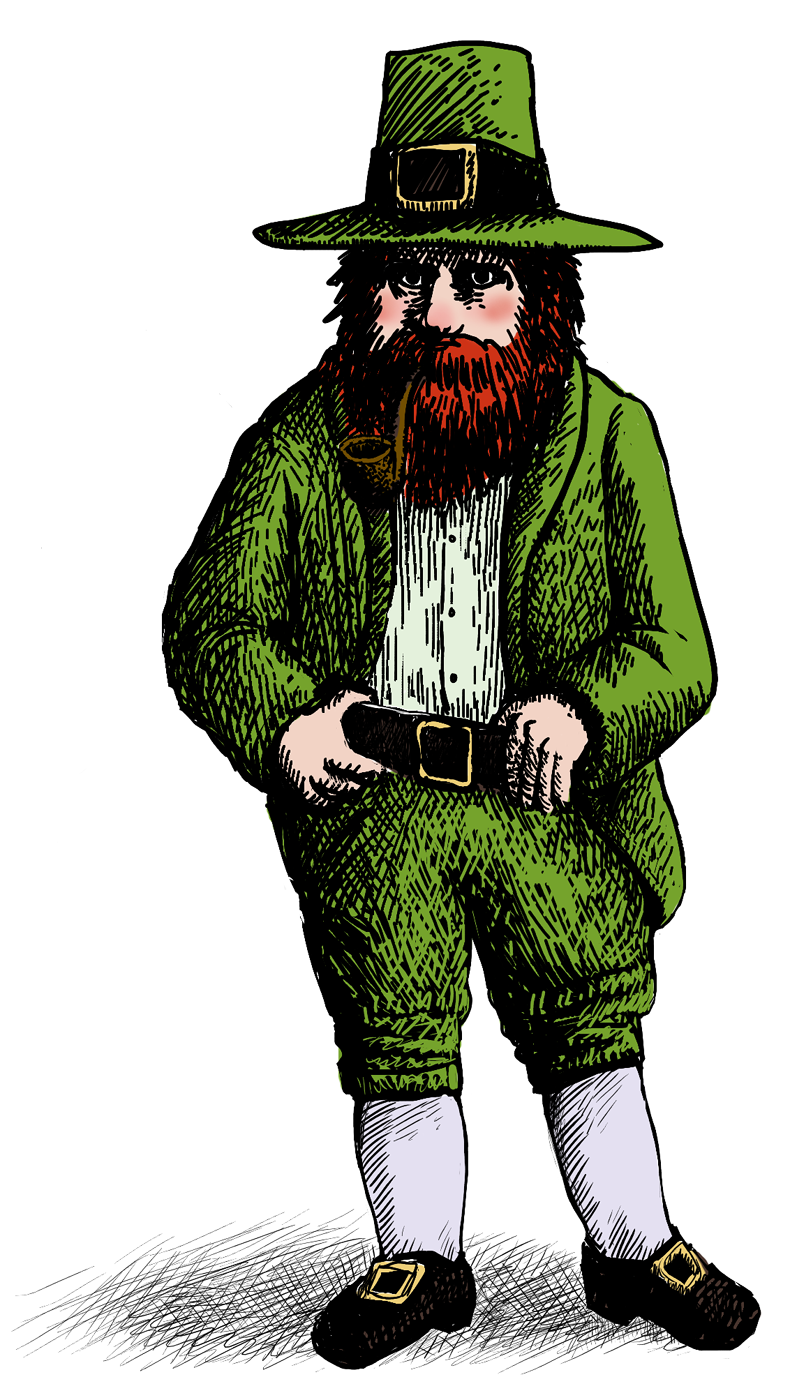
Le Leprechaun, équivalent des nains germaniques et des lutins français, est le personnage le plus connu du folklore irlandais.

Les nains des pays anglo-saxons sont confondus avec les fées sous le nom de fairies. Les Arragousets de Guernesey, dont parle Paul Sébillot, tiennent à la fois du nain classique, dans le sens où ils sortent d'une caverne et dévastent l'île, et du génie domestique, puisqu'ils se mettent ensuite au service des habitants. Les Bonnets-Rouges sont parmi les plus dangereux, puisqu'ils se cacheraient dans de vieilles ruines écossaises afin d'assassiner les hommes qui passent à leur portée. Leurs bonnets sont d'ailleurs teintés du sang de leurs victimes. Les « nains mineurs » anglo-saxons sont surtout connus sous le nom de Knockers ; dans le Nord de l'Angleterre, ils font place aux Duergars issus de la mythologie nordique. Les mines galloises ont des Coblineaus. Le plus connu des représentants du petit peuple en Irlande est le Leprechaun, personnage gardien de trésors popularisé à de multiples occasions dans son pays d'origine, mais aussi aux États-Unis, où vit une importante population d'origine irlandaise. Il est souvent confondu avec le Cluricaune, un nain souterrain qui s'occupe aussi du foyer. En 1697, un nain vêtu de vert aurait demandé à un Écossais de déplacer ses égouts, et l'aurait ensuite remercié en lui sauvant la vie alors qu'il était condamné au bûcher.

### Monde roman
Les nains sont plus rares dans le monde roman, où par tradition le petit peuple est plutôt désigné sous le nom de « lutin ». En Italie, Monaciello (le « petit moine rouge ») est le gardien de fabuleux trésors. Henri Carnoy a collecté un conte à propos des petits hommes cornus de Lorraine, qui remontent de l'or rouge depuis leurs demeures souterraines. On retrouve presque le même récit sous la plume de Jean-François Bladé en Gascogne, parlant de « petits hommes ». Le velu Couzzietti ardennais volerait le linge des lavandières, et le Korrigan breton renvoie étymologiquement aux nains (korr), bien que les collecteurs des traditions populaires les aient souvent désignés comme des lutins. En Bretagne toujours, le « casseur de pierres » est un nain travailleur des environs de Morlaix. Le nuton ardennais est issu d'un mélange entre les nains et les lutins.
Au Pays basque, les Lamignac habitent sous terre et sont de fabuleux bâtisseurs. En Roumanie, les minuscules Piticii sont vus comme des habitants primordiaux du pays qui auraient combattu Alexandre le Grand. Les communautés francophones des Amériques ont importé quelques croyances de leur pays d’origine. Ainsi, si le nain rouge est proche des lutins, les îles de la Madeleine ont le nain jaune, un personnage à la peau dorée de la taille d'un enfant de cinq ans, qui apparaît aux jeunes filles en âge de se marier et cherche depuis des siècles celle qui acceptera de l'épouser ; il peut transformer les poils de sa barbe en anneau de mariage et prétend posséder une immense richesse, mais il vaudrait mieux fuir sa présence malfaisante,.

### Autres pays
Les nains mineurs comptent encore le petit père Bidou des Flandres et les kinnaras d'Inde. Les nains de la mythologie inuit, Kingmingoarkulluk et Eeyeekalduk (ce dernier vit dans les pierres et peut soigner), sont plutôt sympathiques, tout comme ceux des Amérindiens. Un mythe cosmogonique des Indiens du Maine parle du nain Koluskap. Il crée les Mihkomuwehsisok, peuple de nains qui vit dans les rochers et joue merveilleusement de la flûte. Les Iroquois connaissent trois sortes de nains, les Hongas qui protègent la roche, les Gandayaks attachés aux plantes et rivières, et enfin les Ohdowas, qui vivent sous terre. Chez les Cayugas et les Senecas, les nains accompagnent les chasseurs, ramènent les enfants perdus et partagent leurs connaissances des plantes médicinales. Ils ne s'offusquent que des grossièretés de langage et, dans de tels cas, font perdre l'esprit à la personne qui les a insultés. Dans The Jealous Potter, Claude Levi-Strauss parle des Pipintu, les nains sans anus.
En Afrique, le Machinga Yao influence la maturation des cultures. Les Tongas croient en des nains célestes créateurs d'orages. Les Menehunes d'Hawaï forment l'un des peuples de nains mythiques les plus révérés, fameux bâtisseurs et travailleurs de la pierre, ils auraient construit des dizaines de temples près d'Honolulu et aux alentours.

## Évolution des croyances

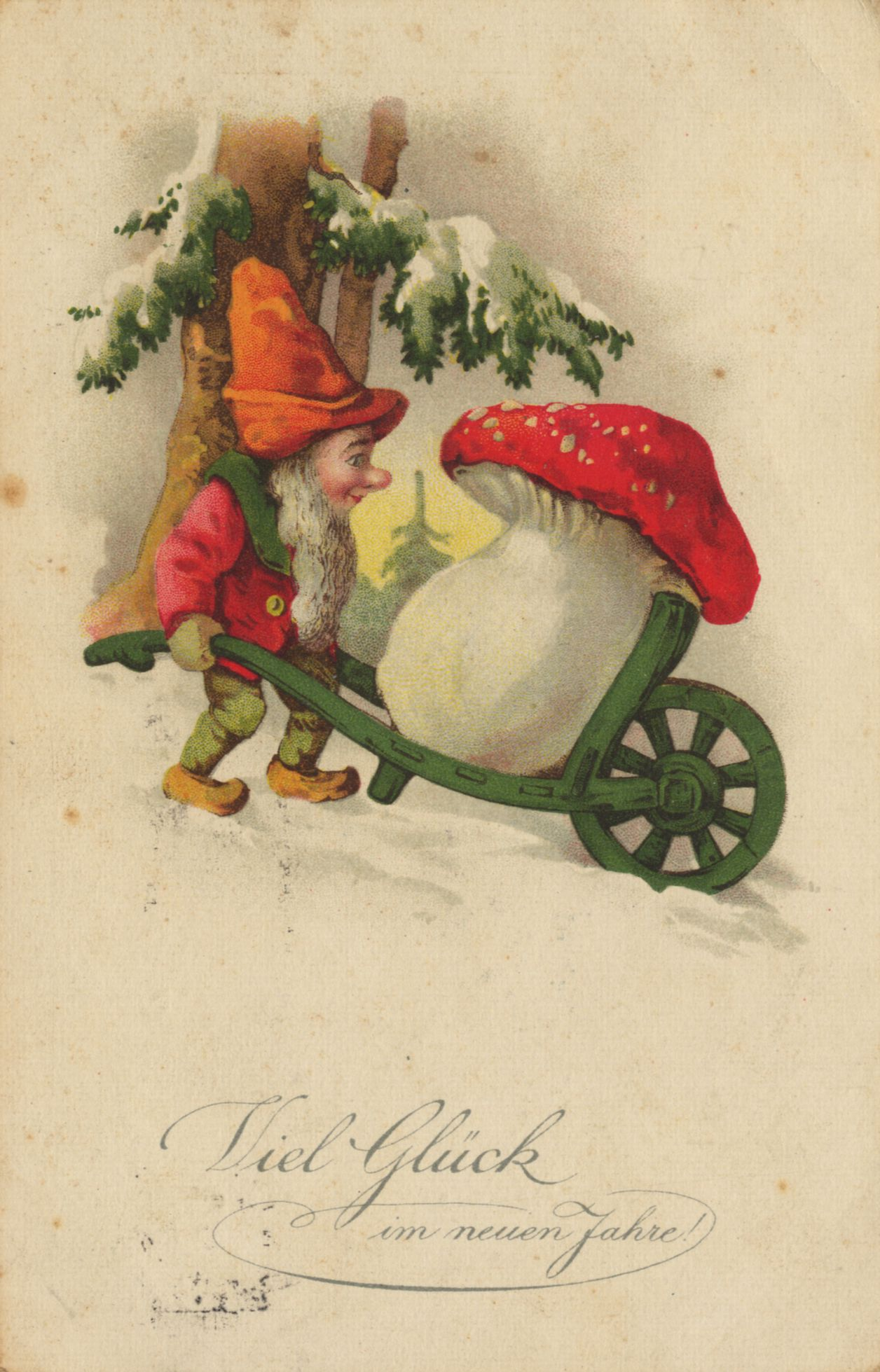
Un nain « folklorisé », à l'apparence proche des nains de jardin, sur une carte postale allemande.

Les nains sont essentiellement présents dans deux types de récits : ceux qui rapportent des croyances, et les contes et légendes de la littérature. La croyance en ces petits êtres existe de tous temps dans les campagnes européennes, depuis l'époque médiévale jusqu'à l'industrialisation, bien que l’Église ait tenté de l'occulter et qu'au fil du temps un grand syncrétisme se soit produit. Les nains ne sont pas seulement l'objet de superstitions, mais aussi de réelles vénérations liées à la fertilité, à la fécondité et au culte des ancêtres. Ces pratiques sont universelles au cours de l'Histoire, même si désormais, au début du XXIe siècle, peu de personnes prennent l'existence des nains pour une réalité.

### Moyen Âge et temps modernes
Dès les débuts de la christianisation des germano-scandinaves, la croyance aux nains et aux elfes est assimilée au paganisme, et sévèrement combattue. Tous deux entrent dans la famille des démons du cauchemar en raison de leur appartenance originelle au monde des morts. Du VIIe siècle au IXe siècle, les elfes, qui étaient vénérés dans les pays germaniques, sont rapprochés des nains maléfiques,. L'un des termes pour désigner le nain est scrat ; sa nature est, jusqu'au XIIe siècle, surtout celle d'un revenant malfaisant.
Au XIIIe siècle, le nain germanique change de fonction et devient parfois un génie domestique, à l'image du lutin français. D'autres textes les attachent à des paladins en aventure et en font de redoutables bretteurs malgré leur taille réduite. Ces assimilations s'effectuent sous la houlette de l'Église catholique romaine, qui donne pour consigne aux clercs et aux moines de diaboliser les croyances populaires pour les rapprocher de la sorcellerie. Elle rassemble sous un même nom et une même identité tous les êtres issus du paganisme et des superstitions anciennes. D'après Claude Lecouteux, « par un étrange retournement de situation, les nains deviennent de braves gens, d'aimables auxiliaires, de dévoués serviteurs, mais ce caractère n'est pas le leur, c'est celui des elfes avant leur diabolisation, et des génies domestiques ». Le schrat, nain crieur à l'origine, devient un personnage tutélaire et domestique, comme l'atteste un vocabulaire latin-allemand de 1482, où il est traduit par « Pénates ». À la fin du Moyen Âge, cette nouvelle nature du nain est bien établie.
À partir du XVe siècle, les récits font état de nains dans les mines, nommés « moines de la mine » ou « hommelets de la terre ». Ils sont ambivalents, prévenant les mineurs de dangers ou, au contraire, provoquant sur eux des catastrophes. La vision aimable de ces personnages explique la figure des nains de Blanche-Neige. Ils deviennent parfois des ancêtres tutélaires, à l'image de cette chronique du duché d'Oldenbourg, vers 1599, selon laquelle un comte reçoit trois objets magiques d'un nain, censés garantir la prospérité de sa lignée. Un récit de 1679 est attaché à la famille Ranzau, dont la grand-mère aurait aidé une femme à accoucher dans une montagne creuse, après avoir suivi un nain, lequel lui a ensuite remis un morceau d'or à partager entre ses quatre enfants.
Les Amérindiens partagent la croyance aux nains avant leur évangélisation. La nature et le petit peuple sont vus comme un présent de la création, ils reflètent leur point de vue sur la nature, essentiellement neutre mais punissant sévèrement toute forme d'irrespect. Les Abénaquis ont un mythe cosmogonique selon lequel le nain Koluskap crée le premier homme et la première femme.

### Époque contemporaine

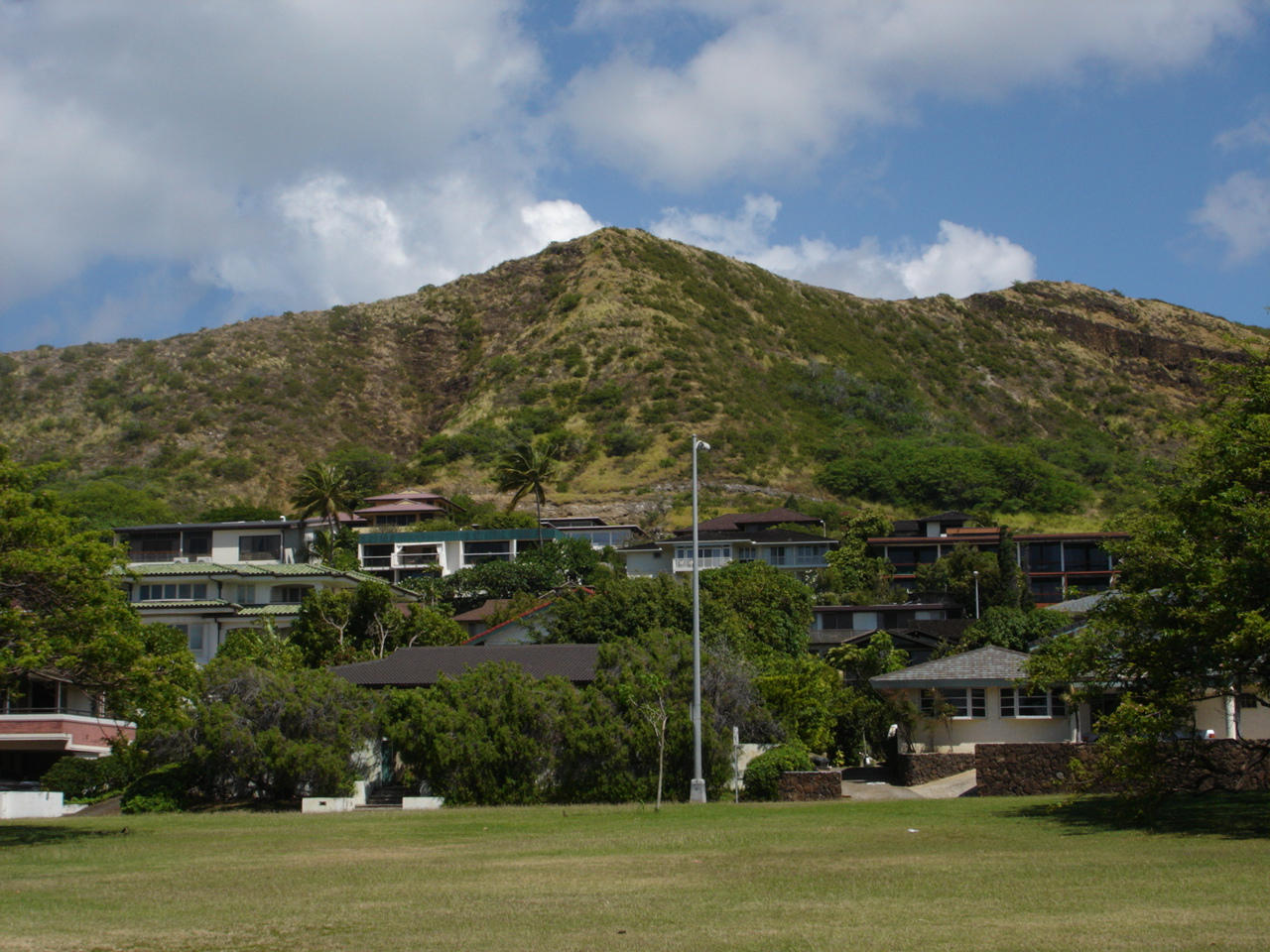
En 1951, les nains Menehunes sont accusés de défaire chaque nuit les travaux que les hommes accomplissent à Diamond Head, près d'Honolulu.

Dans son étude de la mythologie teutonne, en 1816 et 1818, Jacob Grimm examine les croyances associées aux bois et aux cavernes, citant plusieurs fois les nains. Il remet au goût du jour des textes anciens (notamment Eddas) qui servent de sources d'inspiration pour les auteurs à venir, et fait la somme des connaissances de son époque quant aux êtres fabuleux.
Des personnes de petite taille bien réelles lancent le débat quant à l'existence des nains des traditions populaires. En 1887, le professeur Miguel Maratzade découvre un peuple mesurant 1,10 m à 1,20 m, appelé nanos selon la tradition locale, à Ribas de la Valduerna dans l'Est des Pyrénées espagnoles.

#### Témoignages
En 1834, le Belge Antoine Schayes atteste que la croyance aux nains est très répandue en Belgique :

« Cette superstition est encore en vigueur chez nos paysans […] Il en est de même de la croyance aux nains qui habitent les souterrains, les cavernes et les montagnes. […] Au village de Gelrode, les paysans montrent une colline, appelée Kabouterberg, dans laquelle sont creusés plusieurs souterrains. Ils soutiennent gravement que ces grottes étaient la demeure des nains, que, lorsque le meunier du lieu avait besoin d'aiguiser sa pierre, il n'avait qu'à la placer à la porte de son moulin avec une beurrée et un verre de bière; qu'alors on voyait arriver de nuit un de ces nains qui, moyennant ce salaire, se chargeait d'aiguiser la pierre, et qu'au lever du soleil le meunier trouvait sa besogne faite. Il en était de même quand il voulait avoir son linge lavé. »

— Antoine Schayes, Essai historique sur les usages, les croyances, les traditions des Belges anciens et modernes
Depuis, le nain mythologique « continue à faire régulièrement surface ». En 1951, les Hawaïens qui extraient des rochers à Diamond Head affirment que chaque nuit, les Menehunes défont le travail que les hommes accomplissent durant la journée. Ces nains font toujours l'objet de croyances au début du XXIe siècle, et il n'est pas rare que des écoliers partent à leur recherche en compagnie de leurs professeurs.

#### Études depuis leXXesiècle
Les nains des traditions populaires font l'objet de peu d'études. Helmut de Boor publie quelquefois à leur sujet et l'Austro-américain Lotte Motz leur consacre son ouvrage The Wise One of the Mountain: Form, function, and significance of the subterranean smith en 1983. L'une des premières études complètes en langue française est celle du spécialiste des croyances germaniques médiévales Claude Lecouteux, dans Les Nains et les elfes au Moyen Âge, en 1988. En 1990, Tim Appenzeller décrit un grand nombre de ces petites créatures dans son ouvrage Dwarfs, en langue anglaise, et deux ans plus tard l'elficologue Pierre Dubois fait de même en français dans La Grande Encyclopédie des lutins. En 2003, Anne Martineau étudie les représentations du nain dans le roman français médiéval, et en 2010 Claude Lecouteux rassemble les textes (principalement germaniques), parlant du petit peuple dans l'anthologie Nos bons voisins les lutins : Nains, elfes, lutins, gnomes, kobolds et compagnie.

## Symbolique

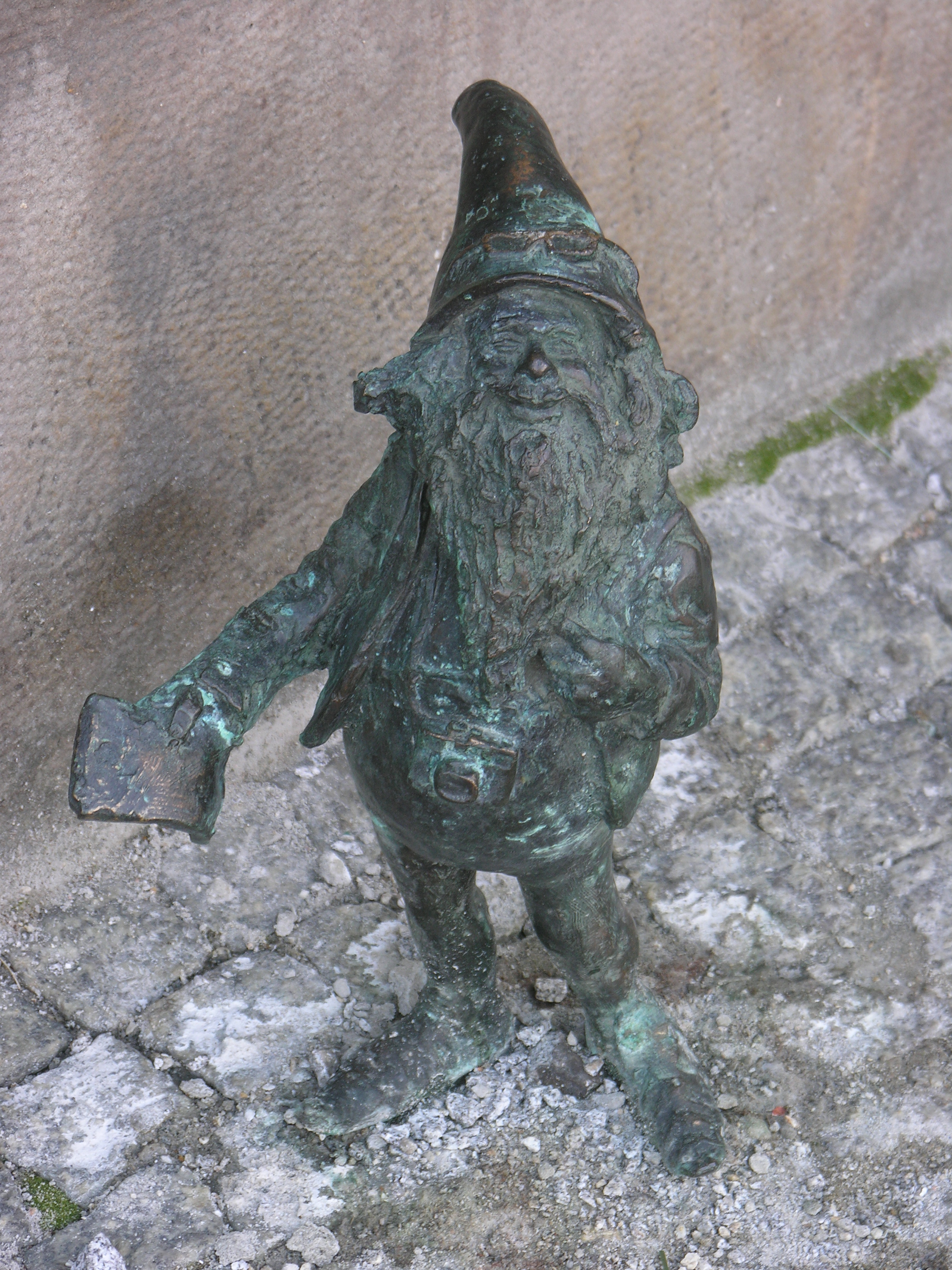
Sculpture de nain à Wrocław en Pologne.

Le nain est étudié sous l'angle de l'histoire, du folklore et de la littérature, mais aussi de la psychanalyse. Véhicule de qualités créatives compromises par les forces instinctives souterraines, il symbolise généralement l'inconscient, mais reste ambivalent, et parfois protecteur à l'image des Cabires. Les personnages de nains répondent aux désirs des sociétés primitives : se rendre invisible, voler, posséder des armes magiques et des trésors, et gagner la connaissance de la nature, d'où les homoncules de la tradition alchimique. Les conte-types dans lesquels des parents ont un enfant de très petite taille (tels Le Petit Poucet, Poucette, Tom Pouce ou encore Issun-bōshi) s'appuient sur la symbolique du nain pour expliquer de quelle façon l'intelligence, l'imagination et la spiritualité permettent à un enfant de compenser un désavantage physique de naissance et d'accomplir ses rêves. Carl Gustav Jung voit dans le nain le « gardien du seuil de l'inconscience », et le Dictionnaire des symboles ajoute que par sa liberté de langage et de gestes auprès des grands de ce monde, il personnifie les manifestations incontrôlées de l'inconscient, tout en se rapprochant du bouffon. La mode des nains réels traités « comme des animaux de compagnie » à la Renaissance est peut-être liée à une volonté de soigner l'inconscient pour l'endormir.

### Force chtonienne et difformité
Le nain est indéniablement un être chtonien lié aux territoires souterrains, en ce sens, il représente des forces obscures aux apparences monstrueuses, présentes dans chaque être humain. Sa petite taille peut être perçue comme un signe de difformité, d'anormalité et d'infériorité dans certains mythes, comme celui de « Vamana » dans l'Hindouisme, où le démon-nain représente l'aveuglement et l'ignorance de l'homme dans toute sa « petitesse », la victoire sur celui-ci marquant la naissance de la sagesse véritable. La diabolisation en fait « des échecs et erreurs de la nature », à rapprocher des nombreuses figures de saints foulant des démons nanesques aux pieds.
Le nain peut aussi se montrer d'une grande sagesse et d'une logique rappelant l'instinct et l'intuition, ce qui en fait un personnage initié aux mystères. Certaines analyses le voient comme un gardien de trésors et de secrets souterrains à l'image du dragon, mais bavard et s'exprimant par énigmes. Leur lien symbolique avec le chiffre sept pourrait être dû au fait que sept métaux, associés à sept planètes, ont longtemps été les seuls connus.

### Enfant intérieur

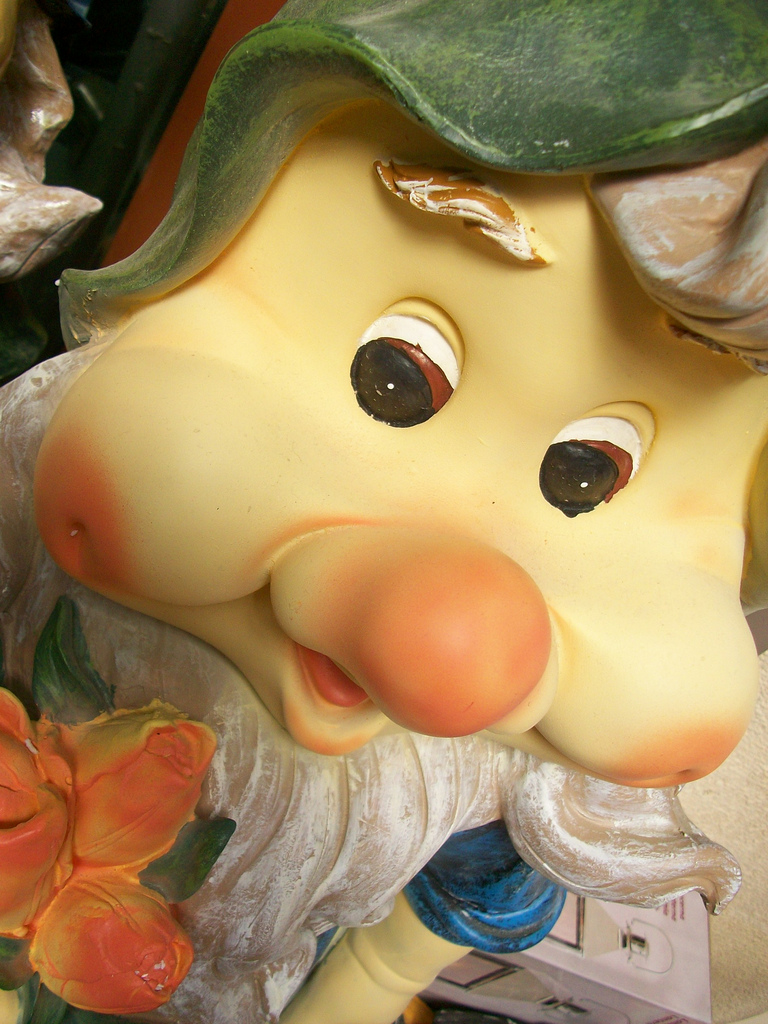
Le nain peut se montrer amical et souriant puis cruel l'instant d'après. Il renvoie à l'enfant intérieur, la part enfantine de chaque être humain.

Comme le lutin, les fées et bon nombre de représentants du petit peuple, le nain renvoie à l'enfant intérieur. Il ne vieillit et ne grandit jamais, restant éternellement suspendu « dans le temps présent ». Il peut tenir une multitude de rôles en se faisant tour à tour esprit farceur, bouffon, revenant, sage ou magicien, et en se montrant très gentil ou au contraire cruel, tel un enfant. Cette représentation montre pourquoi l'image du nain est généralement rassurante pour eux, tandis qu'elle devient dure et terrifiante pour les adultes. Les contes de nains et d'elfes peuvent mettre l'accent sur la créativité, représentant un bon aspect de l'enfant, ou au contraire l'impulsivité, son mauvais aspect. En analysant un grand nombre de récits comportant des nains, Marie Louise von Franz, analyste renommée de Carl Jung, a relevé 85 % d'occurrences pour lesquelles ils sont présentés sous un jour positif (bien que parfois impulsifs). Elle en conclut que les nains représentent l'impulsion positive, la bonne idée ou le bon pressentiment qui pousse les personnes à trouver une solution créative à leurs problèmes.
D'après Bruno Bettelheim, psychanalyste freudien, le nain est « un homme en miniature » dont il n'existe aucun équivalent féminin, contrairement à la fée, pendant du magicien. Il le voit comme « un homme dont la croissance a avorté », et qui par son habileté à se faufiler dans de sombres cavités, revêt un sens phallique. Sa nature industrieuse, son attachement aux biens matériels, sa méconnaissance de l'amour et son existence routinière renvoient à un état pré-œdipien et prépubère. Ainsi, les nains qui accompagnent Blanche-Neige sont, toujours selon Bettelheim, de simples faire-valoir qui, « incapables d'atteindre une virilité adulte, restent indéfiniment fixés au niveau pré-œdipien », sans avoir de parents ou d'enfants ni connaître le mariage.

## Représentation dans les arts, la littérature et les jeux
Les nains figurent dans l'art depuis l'Antiquité et dans la littérature depuis le Moyen Âge. Avec la naissance des contes écrits, de nombreux dessins de nains illustrent les livres pour enfants.

### Antiquité
Des représentations de nains existent dans l'art de très nombreuses cultures, sans que le contexte permette toujours de savoir s'il s'agit de la représentation d'une personne réelle, d'un fœtus, ou d'un personnage mythologique. Chez les Mayas, ils figurent sur des poteries, en serviteurs des dieux. Tout comme les nains olmèques, ils ont pour fonction d'accompagner les morts vers l'au-delà au terme de cérémonies où ils sont placés dans des tombes. Les « Ganas » sont présents dans l'art hindou entre le IVe siècle et le VIe siècle ; ils accompagnent le dieu Ganesh.

### Moyen Âge

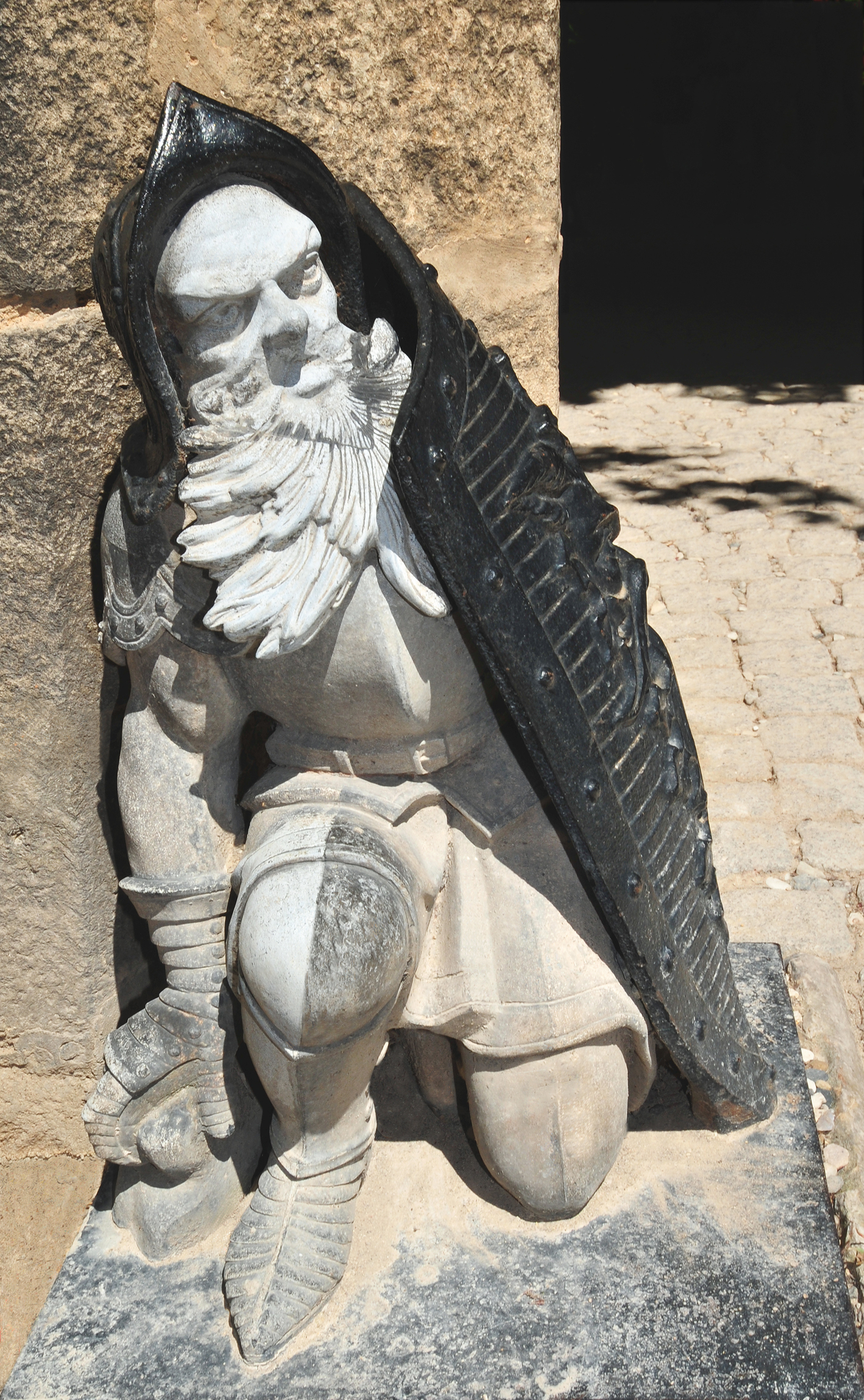
Chasse-roue en forme de nain en armure au château de Marienburg à Hanovre en Allemagne.

Les premiers textes mentionnant des nains remontent au Moyen Âge. Une distinction importante existe entre d’une part ceux des textes germaniques comme la Chanson des Nibelungen et scandinaves comme l’Edda de Snorri, clairement rattachés à la mythologie germanique et à la mythologie nordique, et d'autre part ceux du monde roman, en particulier dans le cycle arthurien où ils n'ont rien en commun, ces récits ne livrant aucune information relative à leur origine,.

#### Littératures germanique et scandinave

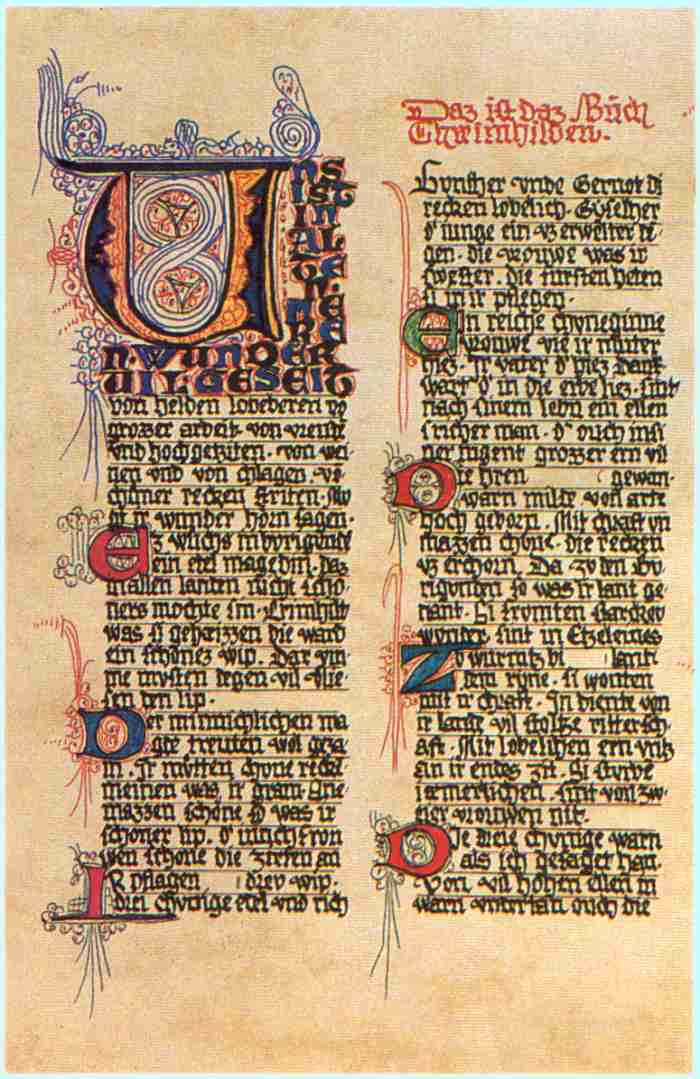
Une page de la Chanson des Nibelungen.

Selon Claude Lecouteux, « c'est vers les années 1023-1050 qu'un nain est mentionné pour la première fois dans la littérature d'outre-Rhin, mais des textes non littéraires montrent que le personnage est connu bien avant cette date ». Le plus ancien texte allemand avec un nain clairement identifiable est le Ruodlieb, daté de 1060 à 1090. Y est détaillée la rencontre entre un chevalier et la créature, qui comporte « déjà les principales caractéristiques du nain allemand » ; les humains s'en méfient. Puisque les nains appartiennent à la mythologie nordique, ils apparaissent naturellement dans l’Edda de Snorri, l’Edda poétique et la Völsunga saga. La plupart des nains germaniques sont de « petits chevaliers » et conservent de leur origine certaines capacités magiques. La christianisation influence vraisemblablement la description qui en est faite, à l'image de l'épopée anglo-saxonne d'origine germanique Beowulf, dans laquelle les enfants de Cain, elfes et ogres, sont décrits comme des monstres.
Le « chef-d'œuvre de la littérature germanique du Haut Moyen Âge » est la Chanson des Nibelungen (en moyen haut-allemand Nibelungenlied), une épopée écrite vers 1200. Les nains y sont des détenteurs de trésors nommés les Nibelungen, littéralement les « fils du brouillard », que le héros Siegfried trahit et réduit en esclavage. Le personnage d'Alberich, « roi des elfes » dans les croyances des Francs, y devient le roi des nains, et veille sur le trésor de son peuple avant d'être renversé par Siegfried. Dans sa version norvégienne, Alberich devient le voleur nain Alfrik, créateur de la fabuleuse épée Nagelring dont Théodoric de Vérone s'empare. Il existe plusieurs récits où Laurin, le roi des nains du Tyrol, rencontre Théodoric de Vérone, comme le roman allemand du XIIIe siècle Laurin. Dans Laurin ou le Jardin des roses, Dietrich le vainc après avoir dévasté sa merveilleuse roseraie. Dans une chronique autrichienne du XIVe siècle, un nain forcé de se battre en duel propose une ceinture donnant la force de vingt hommes au chevalier qui accepterait de le représenter au combat, et lui fait également don d'un anneau qui apporte la fortune.

#### Littératures romane et anglo-saxonne
Le cycle arthurien, en particulier, met en scène de nombreux nains, êtres surnaturels venus de l'autre monde. « Issus d'un amalgame entre les croyances celtiques et germaniques », ces personnages restent de simples « accessoires tératologiques » peu différenciés. Ils se montrent nuisibles sans raison et témoignent de « mauvaise humeur à l'égard des humains »,. Fils et cousins de fées comme Morgane et Oriande, leur rôle le plus fréquent consiste à garder la porte d'un château ou accompagner un chevalier en aventure. Un grand nombre sont des serviteurs anonymes se chargeant des corvées domestiques, généralement de nuit, sans jamais dormir : dans Yder, un seul d'entre eux remplace tout le personnel d'un château. Ils restent en étroite relation avec les morts, exerçant des activités de geôliers et de bourreaux, et ont la langue bien pendue lorsqu'ils ne se terrent pas dans un mutisme obstiné.
Ces nains sont issus du lutin des croyances populaires. Tronc, qui joue des farces en bondissant en selle derrière les cavaliers ennemis dans Ysaÿe le Triste, en est un exemple. Ils perdent leurs traits mythiques avec le temps, et sous la plume des auteurs, se mettent au service des nobles et des chevaliers, tout en changeant de régime alimentaire.
L'un des nains français les plus connus est le « roi de féerie » Aubéron, qui inspire Shakespeare à la fin du XVIe siècle. Bien qu'il soit nommé « nain bossu » (nain boceré) dans Huon de Bordeaux, il représente comme Alberich, dont il tire son origine, l'une des dernières images de l'elfe. Le nain Puignés de Perceforest est remarquable dans le sens où il se montre violent, apparaît et disparaît à volonté, et apporte la couronne du roi. Enfin Groanain, dans le Lancelot en prose, rappelle les forgerons détenteurs de trésors, bien qu'il s'agisse d'exceptions. Le luiton (lutin) a exercé une plus grande fascination sur les auteurs médiévaux.

### De la Renaissance à la fin duXIXesiècle

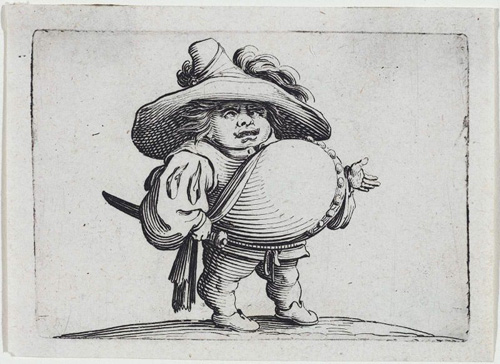
Un Gobbi sur une eau-forte de Jacques Callot, 1635.

Des statues de nains commencent à apparaître dans les jardins dès la Renaissance, d'abord en Italie avec les Gobbi, sortes de nains bossus. L'Allemagne se met ensuite à produire des nains décoratifs de terre cuite en grand nombre (gartenzwerg) au fil du XIXe siècle. Ces productions se fondent sur les croyances locales et sont conçues comme un moyen, pour leurs détenteurs, de donner figure aux histoires de petits êtres s'occupant du jardin dès la nuit tombée. Jusqu'au début du XXe siècle, ces personnages arrivent en France (nains de jardin), et surtout en Angleterre (garden gnomes), où ils connaissent une grande popularité.

#### Collectages des contes populaires

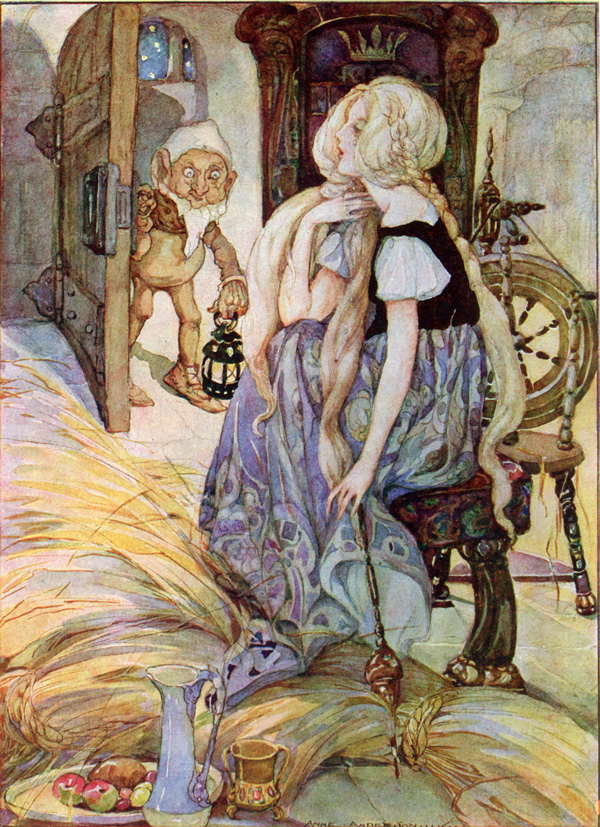
Illustration du Nain Tracassin (Rumpelstiltskin), par Anne Anderson (1874-1952).

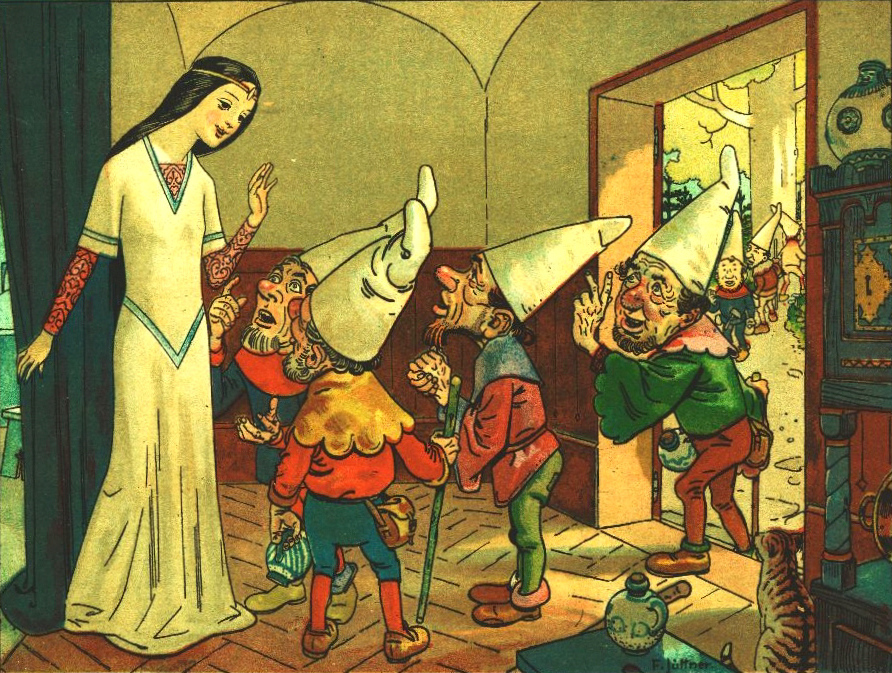
Les sept nains qui recueillent Blanche-Neige, par Franz Jüttner, 1905.

Le travail des frères Jacob et Wilhelm Grimm va influencer durablement la perception des nains en Occident. Ils collectent de nombreux contes populaires allemands, parmi lesquels douze mettent le petit peuple en scène. Aux côtés du plus célèbre d'entre eux, Blanche-Neige, figurent notamment Blanche-Neige et Rose-Rouge et son nain ingrat ; le Nain Tracassin qui vient en aide à une jeune fille et exige en échange son premier enfant, sauf si elle parvient à découvrir son nom ; ou encore Les Trois Petits Hommes de la forêt, conte qui illustre le thème des enfants vertueux récompensés. Les nains de Blanche-Neige sont différents de ceux de Walt Disney, dans le sens où leur demeure est bien tenue, rendant la présence de Blanche-Neige superflue. Les nains ne lui témoignent d'ailleurs aucune attention particulière.
La première édition allemande de leur travail, les Contes de l'enfance et du foyer, date de 1812. Les rééditions, traductions et adaptations en sont innombrables. George Heide remarque que nains et hommes se confrontent souvent dans ces contes, mais il constate également qu'à partir du moment où les humains traitent les nains avec respect, ils sont récompensés par de multiples dons, tandis que ceux qui tentent de les tromper sont punis. De même, si les habitants d'un village deviennent trop arrogants, même le plus gentil des nains s'enfuit pour toujours. Il voit dans ces récits les échos directs d'une tradition orale nostalgique, référant à un passé bienheureux.
Cette vaste entreprise de collectage fait naître un intérêt pour la littérature orale dans toute l'Europe, et si les frères Grimm sont les plus connus en ce domaine, d'autres auteurs ont rassemblé des contes avec des nains, même s'il ne s'agit pas toujours de leur activité principale. Parmi eux, il y a le médiéviste allemand Karl Viktor Müllenhoff. À la fin du XIXe siècle, Maria Konopnicka écrit des contes basés sur les croyances populaires polonaises, dont Les Nains et Marysia l'orpheline en 1896.

#### Opéras
Le XIXe siècle est aussi l'époque des opéras. En s'appuyant sur les travaux des frères Grimm, Richard Wagner compose Der Ring des Nibelungen, de 1849 à 1876, et met en scène de nombreux nains parmi les Nibelungen, avec toutefois des différences sur les sources originales : Siegfried devient un véritable héros, tandis que les Nibelungen récupèrent au contraire des aspects négatifs. Wagner cherche alors à créer une épopée nationale allemande et cet opéra connaît un succès immense,. Alberich y est le roi de son peuple et le gardien du « trésor du Rhin » comme dans la Chanson médiévale, mais il est influencé par Andvari, de la mythologie nordique, puisqu'il forge l'anneau Andvaranaut. Arthur Rackham illustre abondamment ces nains dans une version littéraire de l'opéra, série d'ouvrages à grand succès plusieurs fois réédités.
En Norvège, la pièce de théâtre Peer Gynt, écrite par Henrik Ibsen en 1867, raconte les péripéties d'un personnage à la recherche d'aventure et d'amour, qui séduit l'une des filles du légendaire roi des montagnes de Dovre et se retrouve en danger parmi les trolls, parfois désignés comme des nains en français. Un opéra homonyme est composé par Edvard Grieg en 1874, dans lequel les trolls et les nains sont popularisés à travers notamment la chanson Dans l'antre du roi de la montagne.

Der Ring des Nibelungen, Les nains vus par Arthur Rackham (1911)
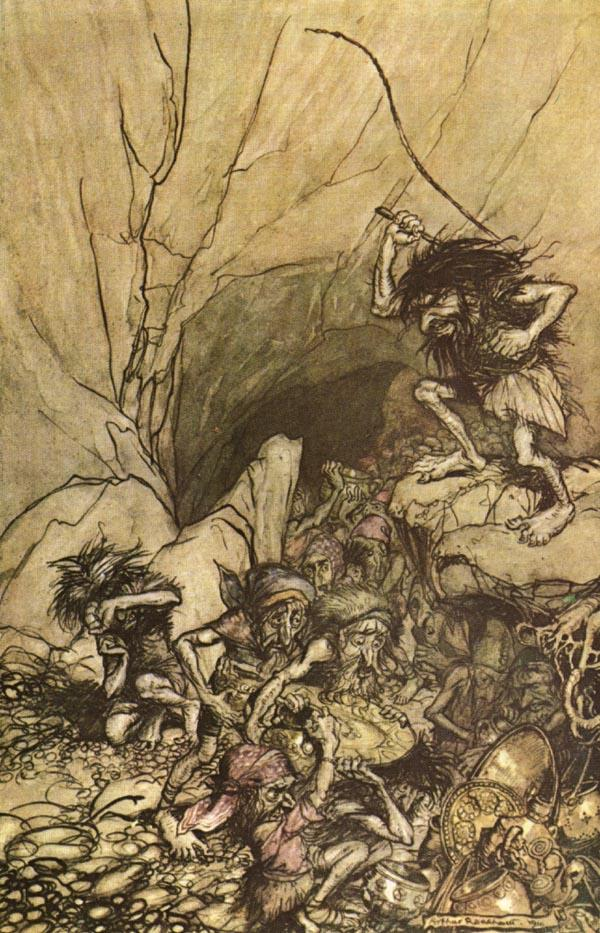
Les peuples des nains avec Alberich, leur roi.
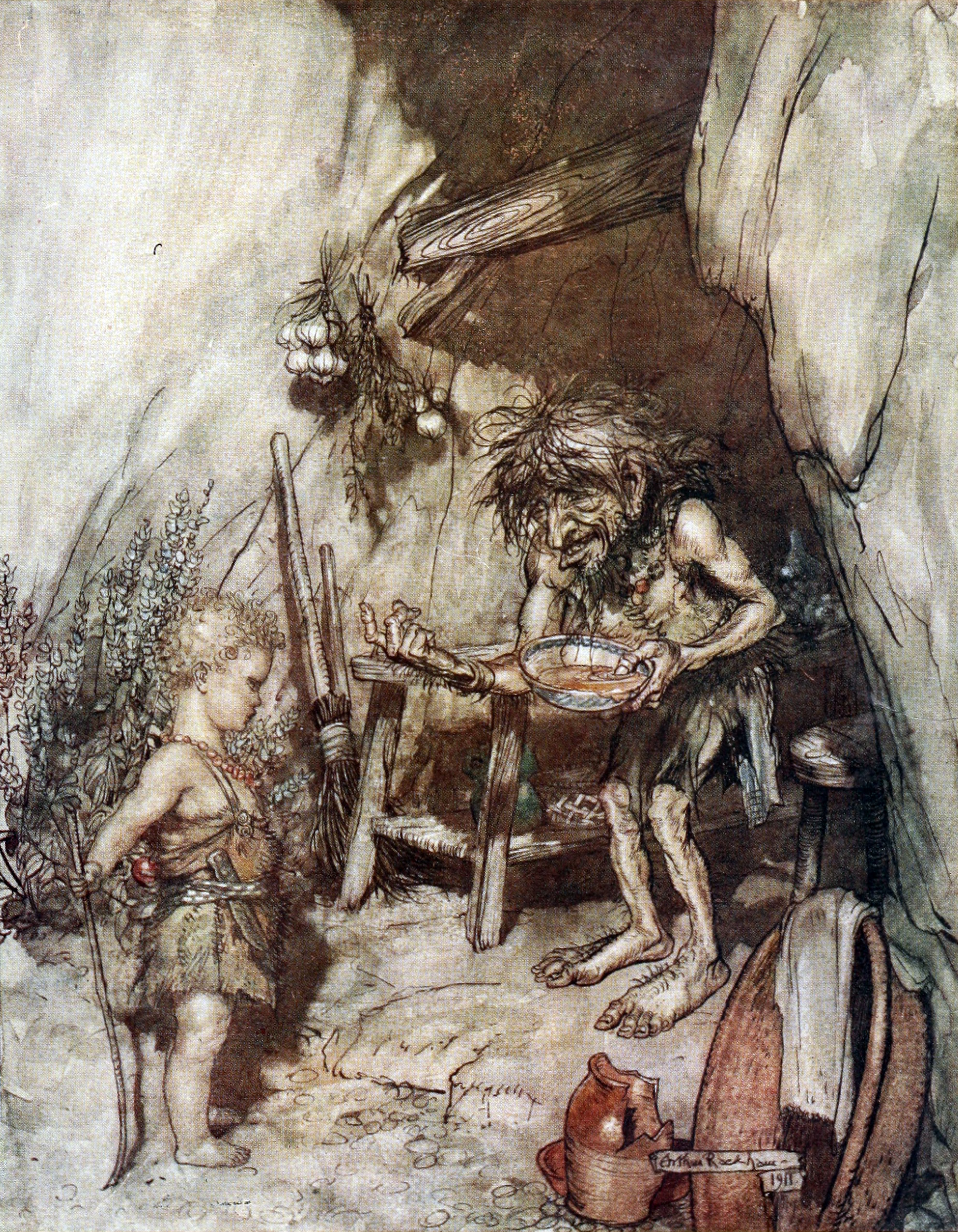
Mime s'occupant de Siegfried enfant.
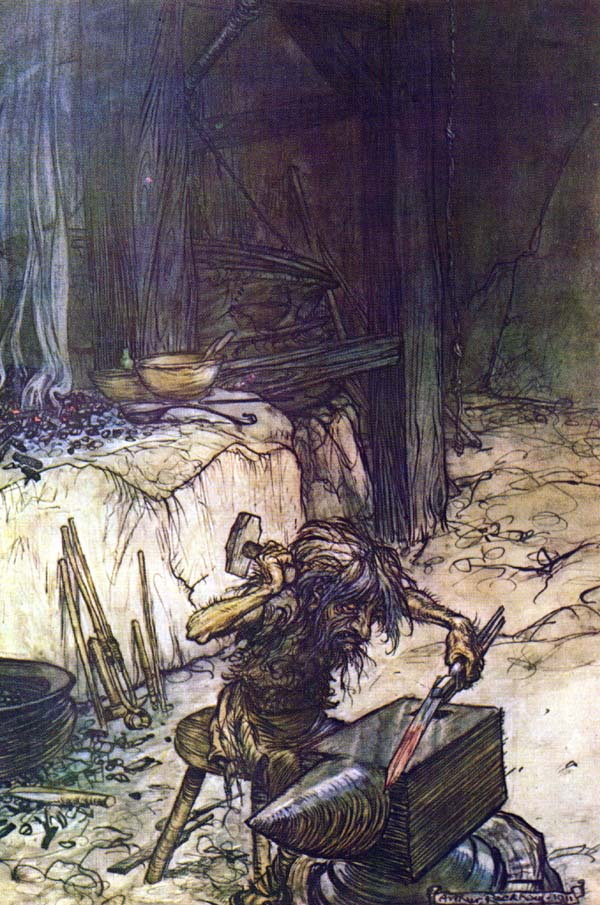
… lui forgeant une épée.
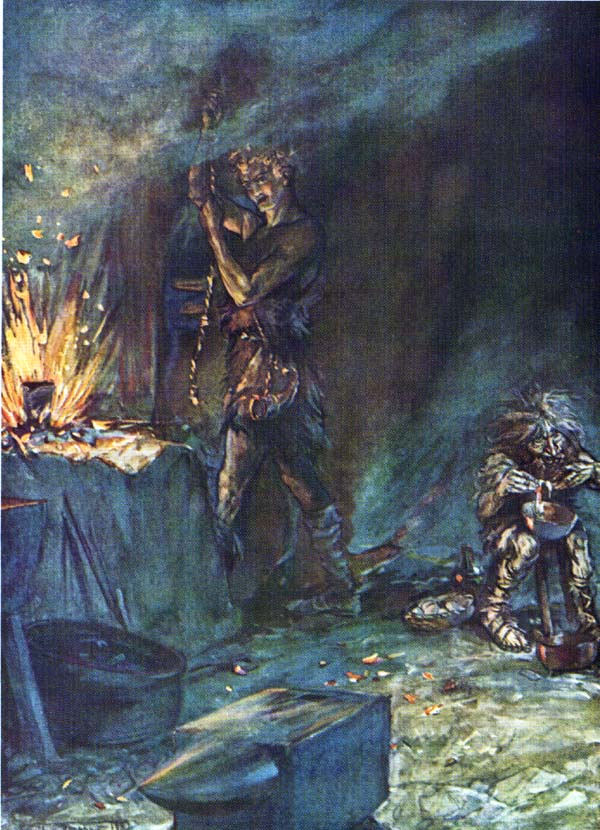
… préparant un soporifique alors que Siegfried, devenu adulte, reforge Nothung.
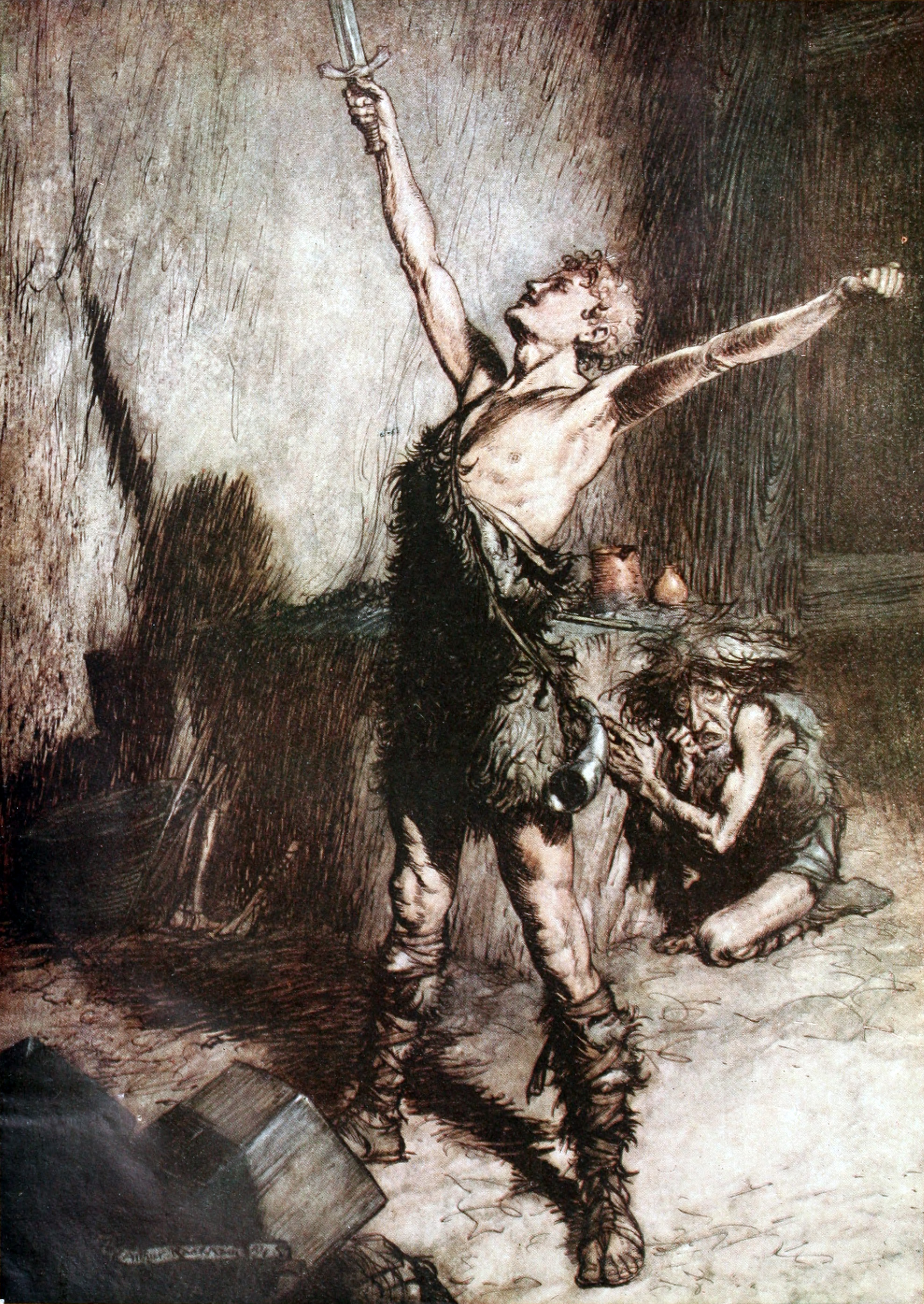
… se cachant, effrayé, pendant que Siegfried brandit l'arme.
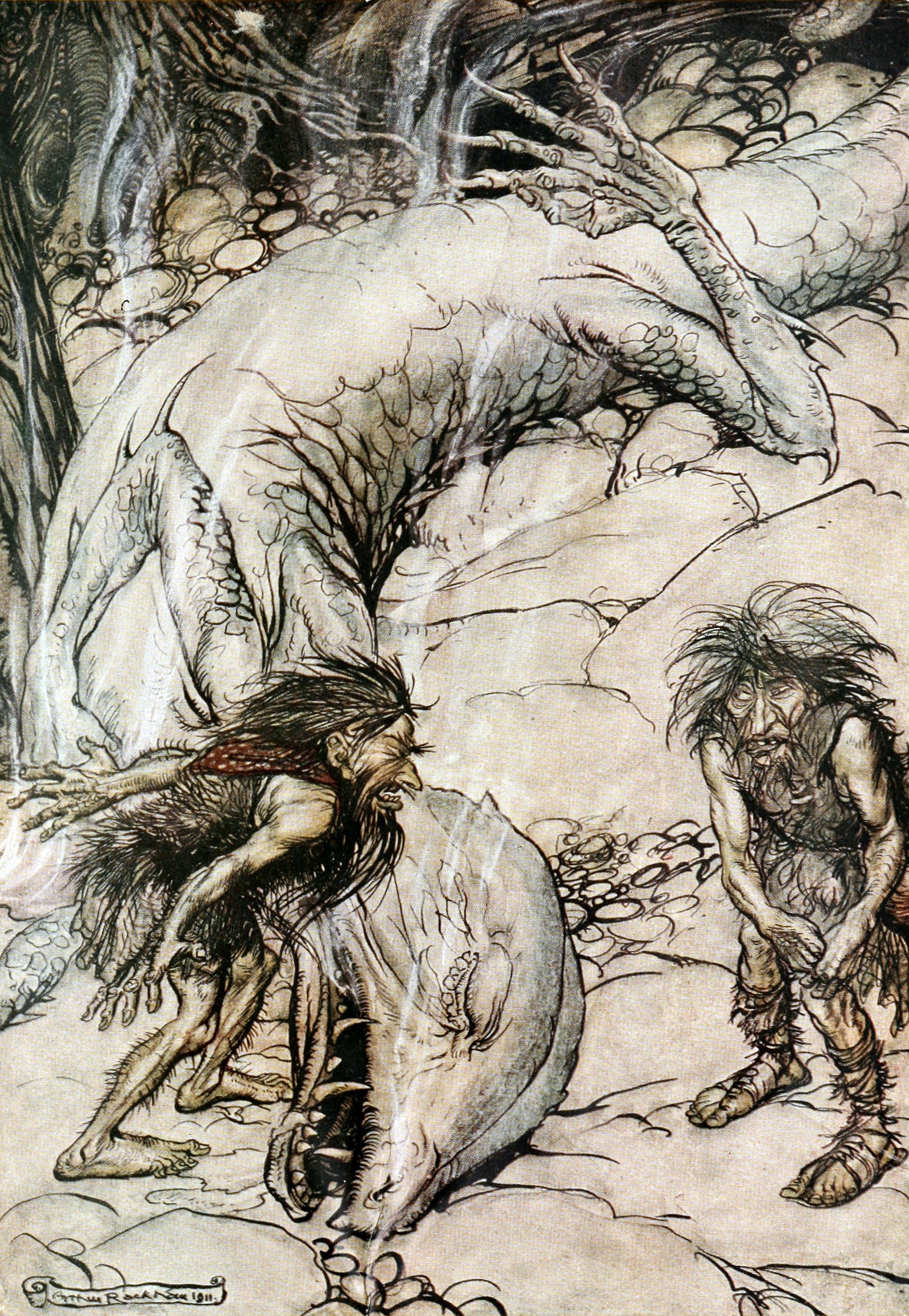
… et penché, en compagnie d'Alberich, sur le cadavre de Fáfnir. Siegfried, conscient que le nain projette de le tuer, le devance et l'abat.
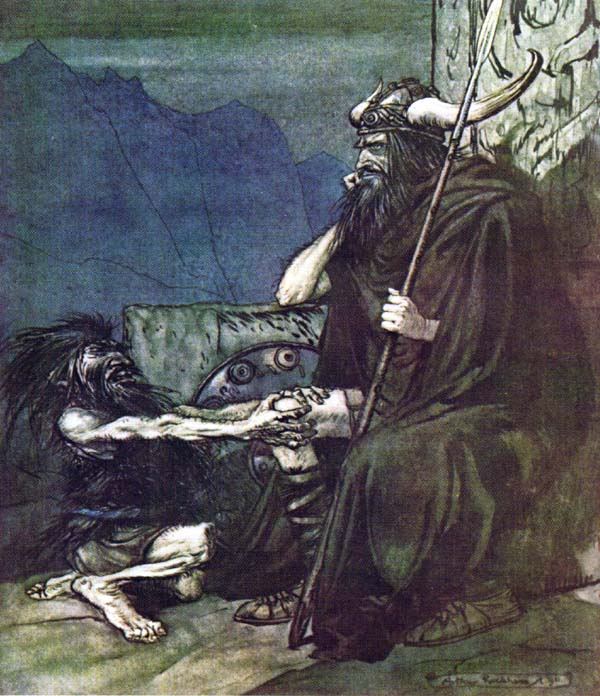
Alberich avec Hagen von Tronje.

### Depuis leXXesiècle
Depuis le XXe siècle, une multitude de productions artistiques mettent les nains en valeur. Le cinéma (Blanche-Neige et les Sept Nains) et la bande dessinée contribuent à une « folklorisation » progressive du personnage. L'aspect du nain de jardin, éloigné des traditions populaires, est influencé par cette vision. Considéré comme kitsch, le nain de jardin est la cible de vols humoristiques et de la farce du nain de jardin voyageur sous l'impulsion, entre autres, du front de libération des nains de jardin.

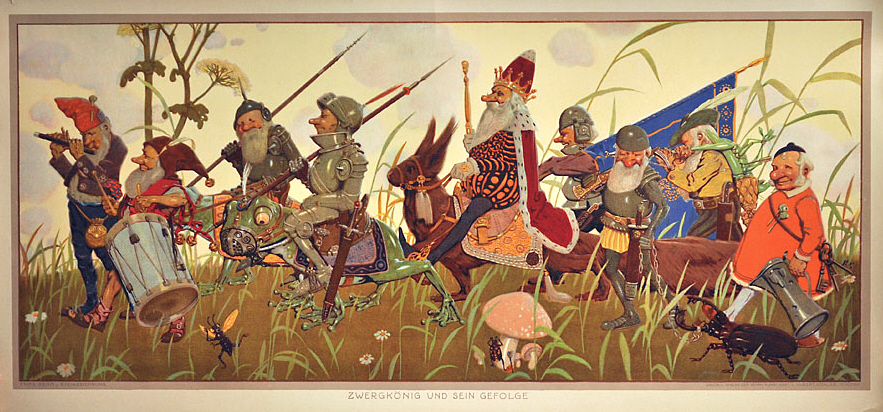
Zwergkönig und sein Gefolge, lithographie de Fritz Rehm, 1915, conservée à Munich.

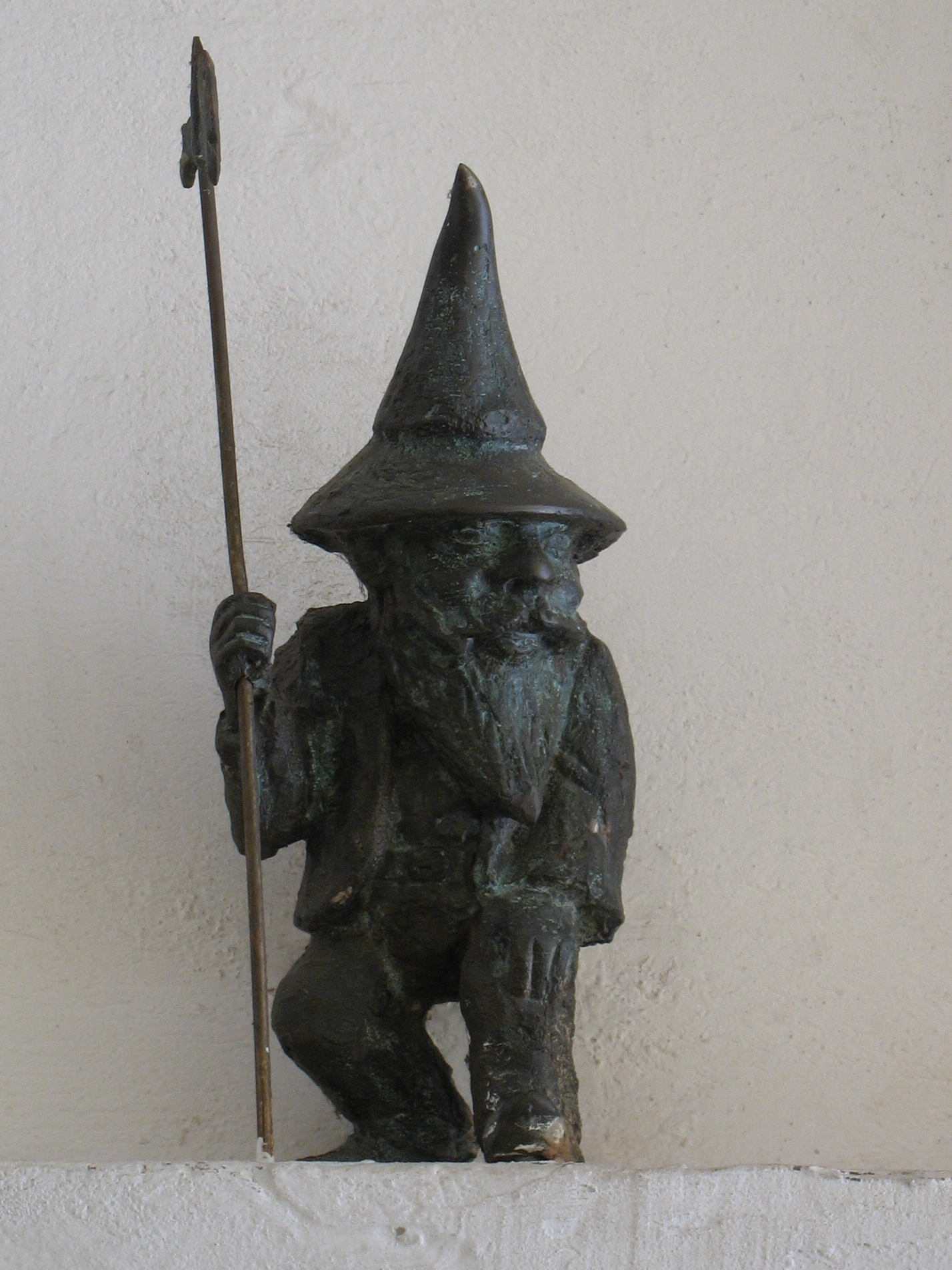
L'un des nains de Wrocław, au-dessus de l'entrée du siège de la Police municipale.

Un nombre croissant de statues de nains en bronze (krasnale) sont placées dans la ville polonaise de Wrocław depuis 2001, à la suite de la chute du communisme. Elles se réfèrent à l'alternative orange, un mouvement anarchiste.

#### Blanche-Neige et les Sept Nains

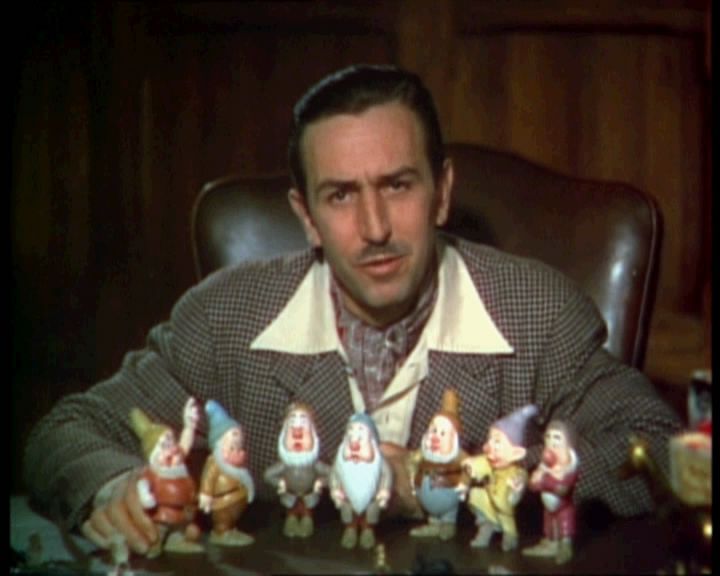
Walt Disney et les sept nains de Blanche-Neige.

Le conte des frères Grimm est adapté en dessin animé par les studios Disney dans le film d'animation Blanche-Neige et les Sept Nains en 1937. Grâce à son succès mondial, il donne aux nains une image indéfectible de petits personnages humoristiques exerçant une profession de mineur. Dans l'œuvre des frères Grimm, les nains n'avaient ni noms ni personnalité ; dans le film repris par Disney, ils s'appellent Prof, Joyeux, Atchoum, Grincheux, Dormeur, Timide et Simplet, et possèdent un comportement à l'image de leur nom, dans le but de générer des éléments comiques. Il s'agit d'une différence essentielle avec la version originale du conte.
Pour Robin Allan, les nains sont « des enfants vis-à-vis de Blanche-Neige en tant qu'image maternelle, adultes face à elle enfant. Comme les animaux ils sont proches de la terre — ils sont mineurs — et ils ont des caractéristiques animales. »

#### Littératurefantasy
Les nains restent associés aux univers enfantins, jusqu'à l'arrivée de la littérature fantasy. Le succès de l'univers de la Terre du Milieu créé par J. R. R. Tolkien dans les années 1950 en fait progressivement un peuple guerrier des jeux de rôle et une source d'inspiration pour les films, les bandes dessinées et les romans.

##### Nains de la Terre du Milieu

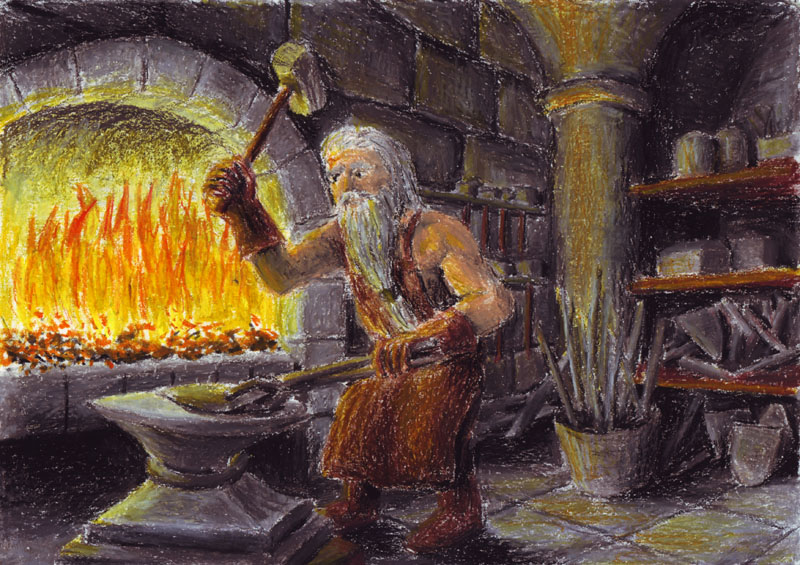
Le nain Thorin à la forge.

À la suite des écrits de J. R. R. Tolkien, les nains deviennent, tout comme les elfes, un peuple classique de la littérature fantasy. Ils inspirent un très grand nombre de productions, aussi bien dans la littérature que dans le jeu de rôle, les jeux vidéo, et le cinéma,. Si en anglais, le pluriel le plus communément répandu de dwarf est dwarfs, Tolkien emploie systématiquement la forme dwarves. Même s'il n'est pas le premier à l'écrire ainsi, il a certainement contribué à la démocratisation de dwarves dans le domaine de l'imaginaire.
Dans l'univers interne de la Terre du Milieu, les nains, conçus par le vala Aulë, forment un peuple d'artisans hors pair. Ils ont leur propre langue, le khuzdul, inspirée des langues sémitiques, notamment l'hébreu et l'arabe. La Moria est leur ancien royaume. Tolkien emprunte à la tradition nordique et germanique le royaume des nains dans les montagnes, « ruisselant d'or et de pierreries », bien que ses personnages soient globalement plus sympathiques que leurs ancêtres mythologiques.

##### Autres ouvrages
Quelques années après Tolkien, C. S. Lewis, grand ami de ce dernier, intègre des nains au monde de Narnia dans Le Prince Caspian, en 1951. Un grand nombre de romans de fantasy reprennent ensuite des nains plus ou moins influencés par ceux de la Terre du Milieu. Parmi eux, on peut citer l'univers de Lancedragon, un tome de la série étant consacré à Flint Forgefeu : Sa majesté Forgefeu. Dans le cycle de l'Héritage de Christopher Paolini, les nains sont les alliés des elfes, des humains et des vardens.
L'Américain James Blaylock écrit le roman steampunk Le Nain qui disparaissait en 1983 (1998 pour la traduction française), et Markus Heitz la série Les Nains (Die Zwerge) de 2003 à 2008, traduite en français chez Bragelonne, et qui connaît un grand succès en Allemagne, au point qu'une adaptation cinématographique est en cours en 2011. Les Chroniques de Spiderwick, écrites par Holly Black et Tony DiTerlizzi, présentent des nains dans un univers parallèle. Elles sont traduites en français depuis 2004.

#### Cinéma après les années 1950
Éomer : Je vous couperais volontiers la tête, Nain ! si elle sortait un peu plus du sol.

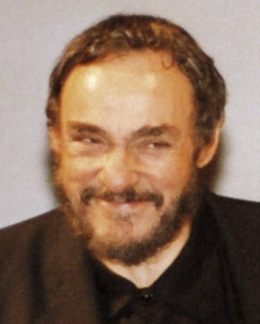
John Rhys-Davies incarne le nain Gimli dans Le Seigneur des anneaux de Peter Jackson.

Sous l'influence de Tolkien, le nain peut être présenté au cinéma comme le membre d'un peuple de guerriers, à l'image des films et animations tirés du Seigneur des anneaux. L'adaptation des romans dans la trilogie réalisée par Peter Jackson dès 2001 permet à John Rhys-Davies de jouer le rôle de Gimli. Il y acquiert un aspect « comique » plus présent que dans les livres,,.
Des productions plus modestes en termes de diffusion et de notoriété mettent en scène des nains. Willow de Ron Howard, sorti en 1988, montre un peuple de nains dans un univers féerique. L'adaptation des Chroniques de Spiderwick par Mark Waters en 2007 reprend l'univers du roman, tout comme Le Monde de Narnia : Le Prince Caspian d'Andrew Adamson, en 2008. Dans Shrek 4, sorti en 2010, le nain Tracassin est le principal antagoniste.

#### Jeux de rôle

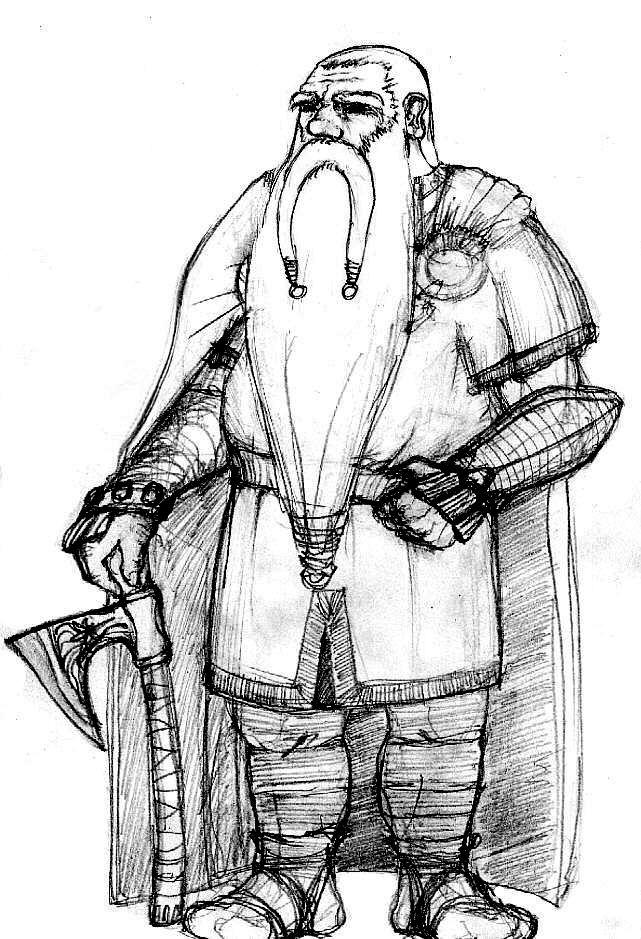
Représentation d'un nain, tel qu'il a été popularisé par la fantasy et les jeux de rôle.

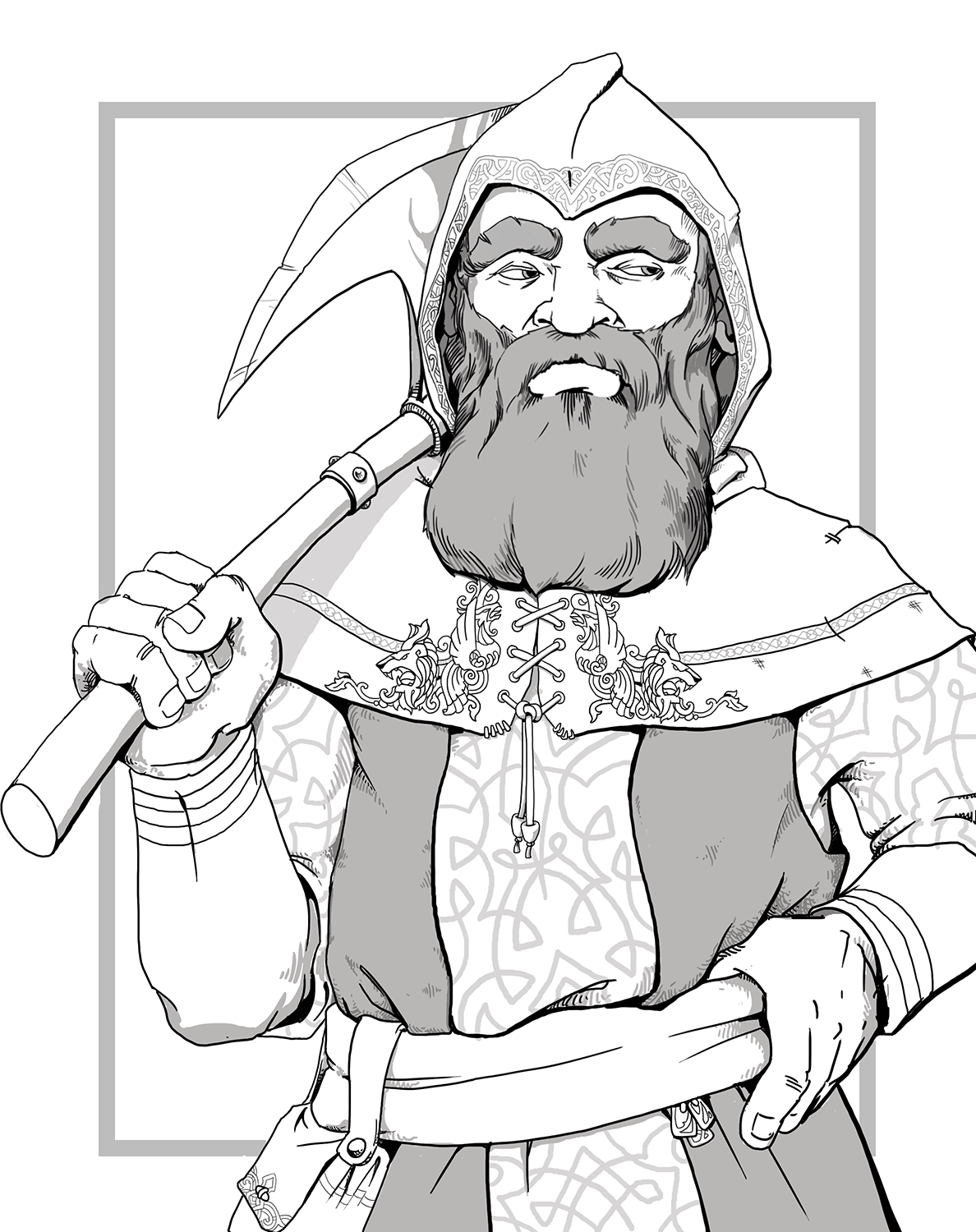
Représentation commune d'un nain dans la fantasy et les jeux de rôle.

Le nain est un personnage indissociable du jeu de rôle, où sa figure est issue de l'influence des écrivains de fantasy et de fantastique, via le premier jeu de rôle sur table à grand succès, Donjons et Dragons (D&D). Les nains se retrouvent depuis dans de très nombreux jeux, entre autres l'univers de Palladium, celui de Glorantha créé par Greg Stafford et qui sous-tend les jeux RuneQuest et Herowars, Age of Wonders, Earthdawn, etc. Les univers de Warhammer et de Warhammer 40,000 ont développé une histoire des nains et des squats, sortes de nains futuristes, dans le cadre du jeu de figurines.

##### Donjons et Dragons
Dans D&D, les nains sont des personnages trapus, d'environ 1,3 mètre pour 70 kg. Ils aiment la bonne chère et les boissons fortes, et par-dessus tout, adorent l'or, les bijoux et les gemmes. Ce sont de rudes guerriers, résistants à la magie (dans Advanced Dongeons & Dragons - AD&D - et D&D version 3). Ils bénéficient de l’infravision permettant de détecter les ondes de chaleur (AD&D), ou de la vision nocturne qui leur permet de voir dans l'obscurité totale sur une distance de 18 m (D&D version 3). Ils détestent les gobelinoïdes, les orques et les géants (contre lesquels ils ont certains bonus, D&D version 3). Il existe une certaine animosité entre eux et les elfes, malgré le fait que les deux races soient généralement bienveillantes. Ils sont souvent des mineurs émérites ou d’excellents forgerons, doués d'une force extraordinaire et d'une vie d'environ 250 ans. Ils connaissent les secrets de l'acier et savent forger les meilleures armes, parmi lesquelles leur préférée est un énorme marteau à deux têtes. Le manche est en général très long, décoré de runes magiques qui donnent une force et un courage surhumains à son possesseur (AD&D). À partir de la version 3 de Donjons et Dragons, les nains manient plutôt des haches. Leur dieu principal est Moradin.
Pathfinder
Dans le jeu de rôle Pathfinder, les nains sont des personnages généralement stoïques et sévères qui vivent dans des cités au cœur des montagnes. C’est une race vouée à combattre les monstres sauvages, principalement les orques et les gobelins. Les nains sont décrits comme des artisans talentueux et austères qui ne s’intéressent qu’à la terre, et qui vénèrent Torag, dieu de la forge, de la protection et de la stratégie. L'histoire des nains sur Golarion est constellée de guerres contre les gobelins, les orques et les géants. Ils sont barbus, petits (ils mesurent environ 30 cm de moins que les humains) et plutôt lents, mais sont aussi très robustes, pieux et accordent une importance particulière à l'honneur et aux traditions.

##### WarhammeretWarhammer 40,000
Dans l'univers Warhammer, les nains vivent au cœur des montagnes, quoique certains d'entre eux soient également dispersés dans quelques royaumes humains et principalement dans l'Empire. Ils sont petits, trapus et barbus, apprécient la bière et sont de brillants forgerons. Dans l'histoire de l'univers Warhammer, ils font figure de civilisation prométhéenne : ils ont apporté la civilisation et la technologie aux peuples humains en leur apprenant le travail du métal et la maîtrise de la poudre noire, et en forgeant des objets magiques de grande puissance. Leur ancien royaume n'est cependant plus que l'ombre de ce qu'il fut.
La société naine de Warhammer rappelle par de nombreux éléments la Scandinavie médiévale. Les nains qui ne se sont pas assimilés à la population humaine continuent de fonctionner selon une structure clanique traditionnelle, vouant un culte à leurs ancêtres. L'honneur est pour eux une valeur primordiale, et un nain qui se trouve déshonoré n'a plus d'autre alternative que de trouver une mort glorieuse au combat. Outre leur sens de l'honneur élevé, les nains ont la particularité d'être incapables de pratiquer la magie. Ils entretiennent également une méfiance ancestrale envers les elfes.
Warhammer 40,000 (et les romans qui développent l’univers) présente les squats, cousins des humains, ayant muté physiquement en raison de la forte gravité des planètes qu'ils ont colonisées. Loyaux à l'Imperium, ils sont reconnus pour leurs qualités d'ingénieurs. Les squats vivent sous la surface des planètes riches en minerai, dans les régions proches du centre de la galaxie. Ils possèdent toutes les caractéristiques habituelles des nains de fantasy, adaptées à un univers de space opera à l'échelle galactique,.

#### Jeux vidéo

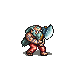
Un nain de Wesnoth.

Les nains sont présents dans un grand nombre de jeux vidéo, principalement d'inspiration mythologique ou fantasy. Ces derniers s'approchent pour l'essentiel des nains de la Terre du Milieu,. Quelques jeux en font des personnages centraux ; ainsi, Slaves to Armok II: Dwarf Fortress permet au joueur de gérer une forteresse peuplée de nains ou un nain explorateur, Nainwak's World lui fait incarner un nain de jardin, et Dwarfs !?, se base sur la gestion d'un clan dans des souterrains.
Les séries Myth (où ils sont, comme dans Warcraft, des experts en explosifs) et Might and Magic (ainsi que sa version stratégique au tour par tour Heroes of Might and Magic), Age of Mythology (où interviennent notamment les deux frères Brokk et Eitri, issus de la mythologie nordique), Dungeon Siege, Dragon Age (qui, en accord avec les codes du sous-genre dark fantasy, en fait une race autrefois glorieuse en pleine décadence qui reste figée dans un système de castes drastique et un culte des ancêtres), les jeux issus de Donjons et Dragons comme Baldur's Gate et Neverwinter Nights, ou encore ceux tirés des écrits de Tolkien tel Le Seigneur des Anneaux Online, incluent des nains.
Les MMORPG Everquest, Ultima Online, Dark Age of Camelot et Lineage II, parmi d'autres, les intègrent à leurs races jouables. Dans la série Warcraft, ils sont créés par les Titans comme des êtres de pierre en même temps que leur monde natal, mais à la suite d'une malédiction, deviennent des êtres de chair et de sang. Leur capitale, Forgefer, est située sous une montagne. Elle est régie par trois puissants clans, les Barbe-de-Bronze, les Marteaux-hardis et les Sombrefer, et entretient des liens étroits avec les autres membres de l'Alliance. Les nains manient naturellement le marteau et le fusil, et chevauchent des béliers.
Dans la série des jeux The Elder Scrolls la race des Dwemers est parfoit appelée Nains en français. Il s'agit en fait d'une race elfique souterraine plus grande qu'un humain et réputée pour ses prouesses artisanales. Dans cet univers, ils ont mystérieusement disparu en laissant derrière eux leurs donjons et leurs serviteurs mécaniques issus de très hautes technologies.

#### Bande dessinée et illustration
Un certain nombre de bandes dessinées inspirées par l'univers de la mythologie nordique présentent des nains, dont Thorgal, l'une des premières BD de fantasy, qui en particulier met en scène Ivaldir et Tjahzi dans les albums L'Enfant des étoiles et La Gardienne des clés.
En 2015, les éditions Soleil publient le premier tome de la série concept Nains scénarisé par Nicolas Jarry : 5 dessinateurs, 5 récits, 5 ordres de Nains.

#### Parodies

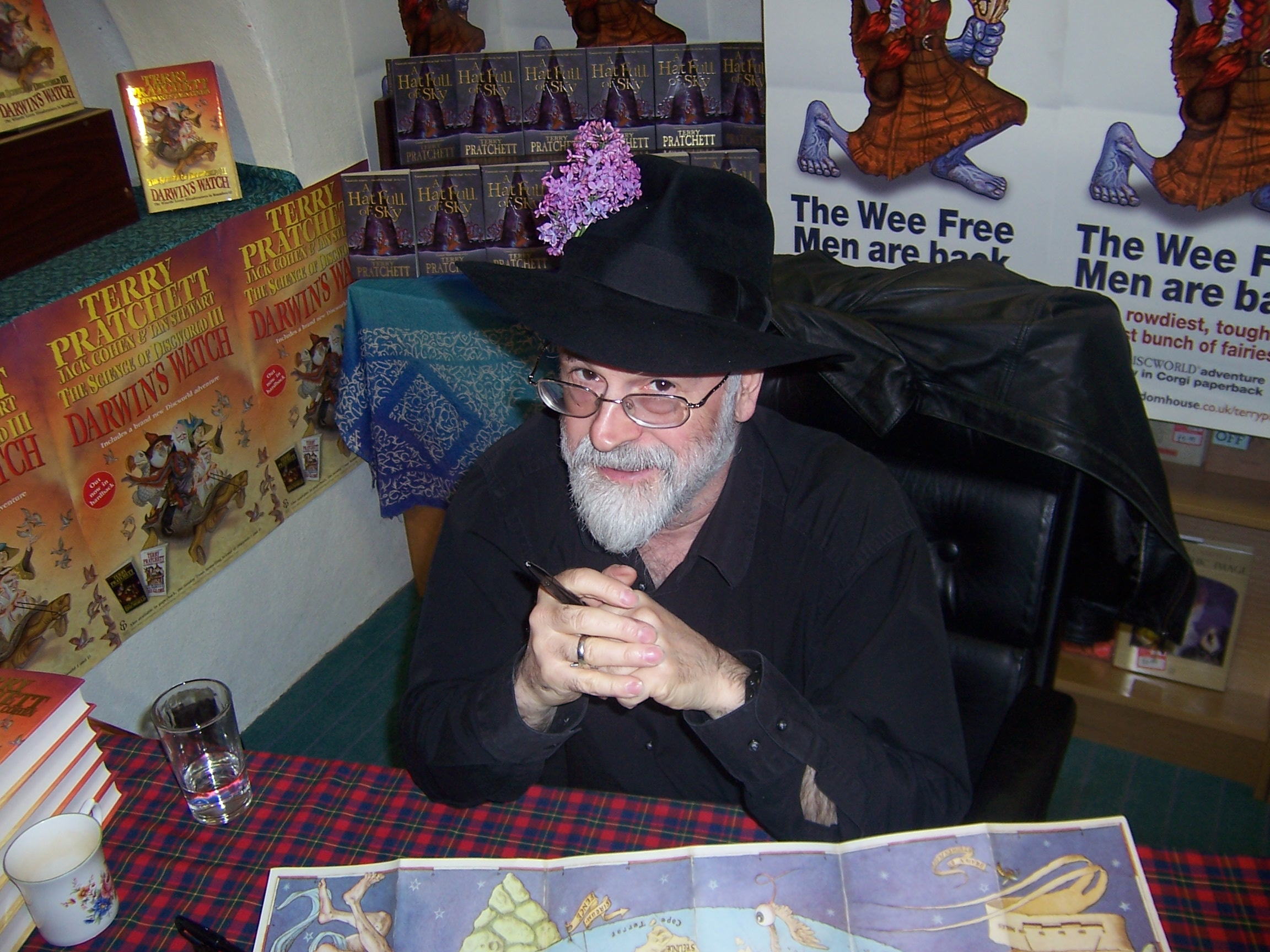
L'écrivain britannique Terry Pratchett a parodié les nains dans sa série de romans le Disque-monde.

La généralisation de l'image « fantasy » du nain donne lieu à diverses parodies, dont les plus connues sont réalisées par Terry Pratchett et John Lang. Soleil Productions publie depuis 2010 la série Nains !, dans laquelle « Les nains considèrent que l'univers se divise en trois ensembles : ce qui se boit, ce qui se mange et ce qui se tue ».

##### Disque-monde
Les nains sont courants dans les romans humoristiques du Disque-monde de Terry Pratchett : petits, barbus et souvent affublés d'une hache, ils aiment l'or, la bière et les rats (dans tous les plats). Ils vivent dans leurs royaumes sous la montagne, ou parfois à Ankh-Morpork. Modo est le jardinier de l'Université de l'Invisible ; Casanabo, le deuxième plus grand séducteur du disque-monde ; Bourrico et Hilaria Petitcul, des agents du Guet Municipal d'Ankh-Morpork ; Carotte Fondeurenfersson se revendique comme un nain (d'adoption) même s'il reste techniquement un humain.

##### Donjon de Naheulbeuk
Dans l'univers des Terres de Fangh du Donjon de Naheulbeuk, de John Lang et Marion Poinsot, les nains sont « chiants » (en partie grâce à des bonbons, les Chiantos), dotés d'un sens de l'humour douteux et d'une tendance à critiquer ce qui se passe autour d'eux. Ils vivent dans leurs mines à boire de la bière ou à creuser des tunnels, et sont repoussés par l'eau, sauf pour leur bain annuel. Ils sortent rarement à l'extérieur si ce n'est pour y insulter des elfes, auxquels ils vouent une haine réciproque sans fin. Excellents forgerons, ils sont à l'origine de la création de la firme Durandil, célèbre pour ses armes de qualité, extrêmement doués en matière de calcul, de finances et donc d'entourloupes liées à l'or, métal qu'ils aiment par-dessus tout,.

### Traductions
1. ↑  polarized aspect of an unseen spirit world.
2. ↑  guardians of the threshold of unconscious.